# Historia del Ejército del Aire y del Espacio de España

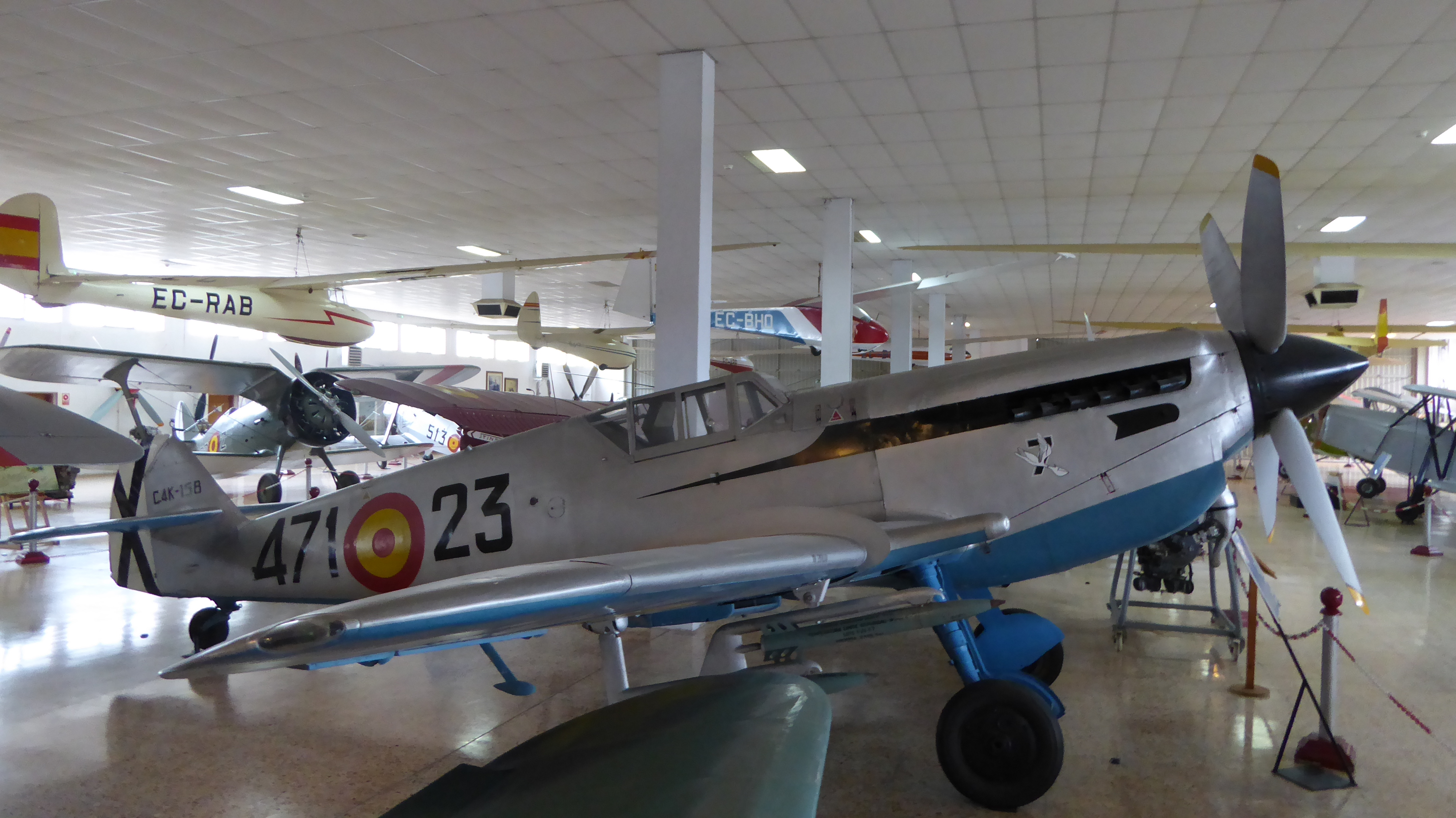
Se conservan numerosos aviones y helicópteros ya retirados que prestaron servicio en el Ejército del Aire y del Espacio español o sus antecesores en bases aéreas y museos como el museo de Aeronáutica y Astronáutica.

Escarapela aeronáutica del Ejército del Aire y del Espacio de España
Escarapela aeronáutica usada por las Fuerzas Aéreas de la República Española
Escarapela aeronáutica usada por el bando sublevado durante la Guerra Civil Española
Escarapela aeronáutica usada por el bando sublevado durante la Guerra Civil Española
Escarapela aeronáutica usada por el bando sublevado durante la Guerra Civil Española

## Antecedentes

### Primer vuelo con fines militares de la historia
En noviembre de 1792 culminan con éxito una serie de pruebas realizadas previamente en Segovia, con una demostración ante el rey Carlos IV de España del vuelo de un Globo aerostático con la finalidad de obtener información relativa a las defensas de una plaza o al dispositivo de ataque a una plaza sitiada. En esta demostración participaron los capitanes D. Pedro Fuertes, D. Manuel Gutiérrez y D. César González, los cadetes D. Gesualdo Sahajosa y D. Pascual Gayangos y un grupo de artilleros, todos ellos dirigidos por Louis Proust; y constituye el antecedente más antiguo de lo que, casi 100 años más tarde, sería el Servicio de Aerostación del Ejército.
De ello da fe la carta del Conde de Aranda, por aquel entonces secretario interino de la guerra, dirigida al comandante del Departamento de Artillería de Segovia, D. José Pedraza, informándole del éxito obtenido en el primer vuelo de prueba realizado en El Escorial, en presencia del rey.
No obstante, los ensayos realizados en el Real Colegio de Artillería de Segovia y después ante el Rey, fueron los primeros realizados en el Mundo en el aspecto militar, y de hecho supusieron el nacimiento de la Aerostación Militar, que no se vio concretado hasta 92 años más tarde con la creación del Servicio Militar de Aerostación, afecto a la IV Compañía del Batallón de Telégrafos de Ingenieros.

## Creación

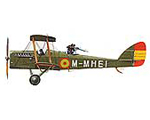
De Havilland DH-4.

El 5 de septiembre de 1909, Joan Olivert, apodado como "el volaoret", despegó con un aeroplano de 200 kilos en los terrenos militares de Paterna (Valencia), consiguió recorrer 50 metros suspendido en el aire y aterrizar. El aparato tuvo un coste de 20.000 pesetas.
El 2 de abril de 1910 nace la aviación militar en España por medio de una Real Orden que decreta "el estudio, por los servicios de Aerostación, aeronáutica y aviación del tipo de aeroplano más conveniente para el ejército, así como la creación del laboratorio de aerodinámica". 
De estos servicios de aeronáutica se encargará el Cuerpo de Ingenieros del Ejército, así como del dirigible España. En marzo de 1911 se inició el curso para la primera promoción de la Aviación Militar en Cuatro Vientos, cerca de Madrid. El alumnado pertenecía en su totalidad al Arma de Ingenieros y el cuadro docente, aparte del coronel Vives Vich, era civil. Hasta la tercera promoción, en 1912, no se incorporaron oficiales de Marina: dos alféreces de navío. Más tarde, el 28 de febrero de 1913, cuando la aviación militar cuenta ya con algunos pilotos, observadores y medios, se crea por Real Decreto el Servicio de Aeronáutica Militar dividido en la rama de Aerostación y la de Aviación. Este servicio, que está a las órdenes del Coronel Pedro Vives Vich, depende únicamente del Ministro de Defensa, estando vinculado todavía a la Sección de Ingenieros del Ejército. Dos meses después, el 16 de abril de 1913 se aprueba el emblema del actual Ejército del Aire y del Espacio.
El 5 de noviembre de 1913,(el 24 del mismo mes según ciertas fuentes) la escuadrilla expedicionaria española interviene en la guerra de Marruecos, actuando por primera vez en el mundo como una unidad militar de aviación organizada en conflicto real y llevando a cabo el primer bombardeo organizado en guerra de la historia. En esta primera ocasión fue usado en esta misión un aparato Lohner B-1 Pfeilflieger.
La neutralidad española en la Primera Guerra Mundial (1914-1918) dejó al país al margen de los avances tecnológicos derivados de las necesidades bélicas, por lo que, al terminar la contienda a finales de 1918, la Aviación Militar española se encontraba en una situación de clara inferioridad de medios respecto a las de los demás países de su entorno.
El 15 de diciembre de 1915 realiza su vuelo el primer hidroavión militar en España a cargo del capitán Roberto Withe Santiago con un Curtiss JN-2 modificado.
El 15 de junio de 1919 supone un hito para la aviación mundial debido al primer vuelo transatlántico sin escalas a cargo de los británicos John Alcock y Arthur Brown volando desde Terranova hasta Irlanda en un biplano Vickers Vimy .

## Primeros pasos del Ejército del Aire

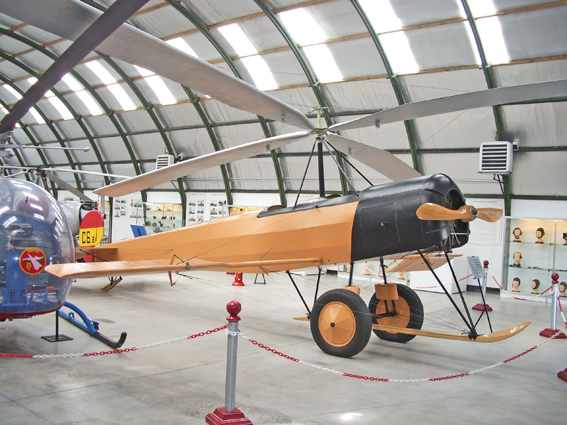
Cierva C.6.

El 21 de julio de 1921 se produce el desastre de Annual y tres días después la pérdida del aeródromo de Zeluán a manos de las cábilas de Abd al-Krim. La Aviación Española perdió doce aviones (diez fueron incendiados, uno derribado y otro sufrió un accidente). El gobierno habilita créditos para la compra de material aeronáutico y en algunas provincias se inician suscripciones populares con este fin. 
El 3 de noviembre de 1922 la Aviación Militar Española recibe la Medalla Militar colectiva por "su trabajo eficientísimo y acción sobre el enemigo y de cooperación con otras fuerzas en cuantas operaciones se efectuaron desde el 29 de junio de 1921".
El 8 de septiembre de 1925 se realizaron operaciones aéreas en colaboración con el ejército francés en apoyo al desembarco de Alhucemas. En ellas participaron 136 aviones, 18 hidroaviones de la Aeronáutica Naval, de ellos doce pertenecientes al portahidroaviones Dédalo (que cuenta además con un globo de observación y un dirigible) y otros seis hidroaviones franceses, así como el 37.º Regimiento de Bombardeo francés apoyaron el desembarco de 18.000 soldados en la bahía de Alhucemas.
El Dornier Wal, llamado Plus Ultra, que había iniciado su vuelo el 22 de enero en Palos de la Frontera llega, por fin, a Buenos Aires el 10 de febrero de 1926. El día 5 de abril de ese mismo año tres aparatos de la Escuadrilla Elcano parten del aeropuerto de Cuatro Vientos con destino Manila, de ellos sólo el Breguet XIX de los Capitanes Joaquín Loriga y Eduardo González-Gallarza llega a su destino el día 18.
A finales de la década de los años 20 se finalizaron varios proyectos de construcción de nuevos aparatos de factura española como el HACR "Pirata" del Capitán de Ingenieros Antonio Cañete Heredia, el primer hidroavión español, que hizo su primer vuelo el 17 de agosto de 1927 y el del primer autogiro, modelo C-8L de Juan de la Cierva, que despegó el 18 de diciembre de 1928.

## Segunda República
En 1935 se crea la "Dirección General de Aeronáutica", un organismo que se responsabilizará de todos los aspectos técnicos, administrativos y de formación tanto de la aeronáutica militar como de la civil. Durante los primeros años de la República la estructura organizativa permanece intacta. El cuerpo de aviación se encontraba dividido en dos ramas: Aeronáutica Militar, dependiente del Ejército de Tierra, y Aeronáutica Naval, que prestaba labores de apoyo a la Marina. En cualquier caso, el arma de Aviación Española necesitaba a mediados de los años 30 una modernización urgente. Existían planes para sustituir a los Nieuport-Delage NiD 52 por el Hawker Fury y a los bombarderos Breguet XIX por los Martin 199 (B-10), pero quedaron en suspenso con el estallido de la Guerra Civil.
La Aviación Militar se encontraba dividida en tres escuadras con base en Madrid, Sevilla y Barcelona; un grupo con la denominación Fuerzas Aéreas de África con varias bases repartidas por el protectorado español de Marruecos y unas escuadras de instrucción con base principalmente en Cuatro Vientos y en Los Alcázares.
La Aeronáutica Naval (desde 1933, Aviación Naval) se dividía en cuatro escuadrillas especializadas en torpederos, combate y adiestramiento, reconocimiento y bombardeo.

## Guerra civil española

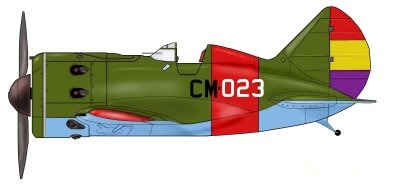
Polikarpov I-16.

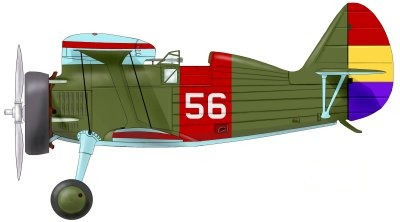
Polikarpov I-15.

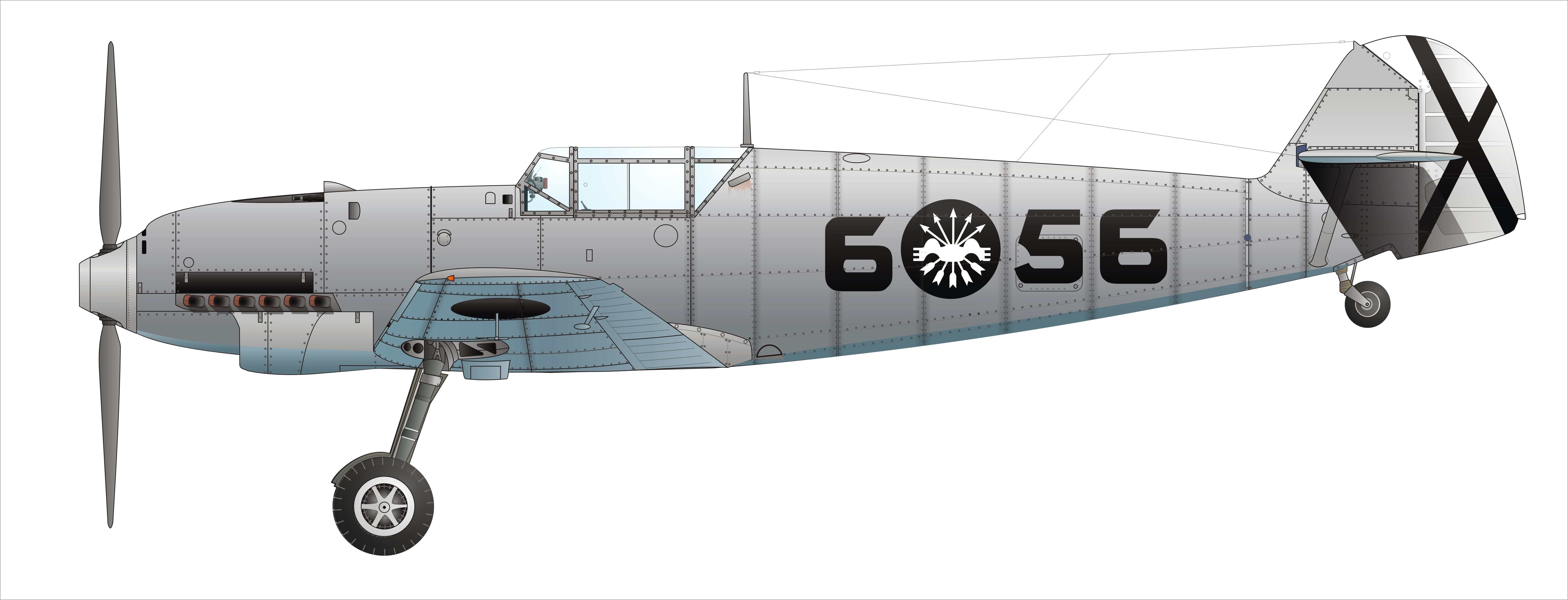
Messerschmitt Bf 109 de la Legión Cóndor.

Durante la guerra civil española, la Aviación Militar Española, queda dividida en dos: las Fuerzas Aéreas de la República Española (F.A.R.E.), creadas por el gobierno republicano, y la Aviación Nacional, creada por el ejército sublevado. Sin embargo, la mayor parte de la aviación permaneció del lado de la República, lo que le garantizó al Gobierno la superioridad aérea en gran parte del país durante los primeros días, hasta la intervención del Eje.
En el lado de Franco además de aviadores italianos y alemanes encuadrados en la Aviación Legionaria y en la Legión Cóndor, hubo otros pilotos extranjeros que, a título personal, prestaron servicio en unidades aéreas españolas. En la Aviación republicana, aparte de los componentes del Cuerpo Aéreo soviético del coronel Smuschkevich, los estadounidenses del general Douglas, y los de la Escuadrilla francesa de Andre Malraux, también vinieron, individualmente, aviadores de otras nacionalidades a luchar.
En julio de 1936 ya llegan los primeros Junkers Ju-52 alemanes y Savoia SM-81 italianos. A principios de agosto entran en servicio los cazas Fiat CR-32 y Heinkel He-51, con ellos los sublevados se hicieron los dueños del aire. 
El material francés aportado a la República fue escaso (79 aviones), malo y a destiempo. Además, prácticamente la totalidad de los aviones venían desprovistos de armamento, por lo que hubo que improvisarlo añadiendo retrasos y defectos de funcionamiento. Con la llegada de refuerzos soviéticos en forma de aviones y hombres, en mayo de 1937 se aglutinan Aviación Militar y Aviación Naval y pasan a depender del recién creado Ministerio de Marina y Aire, y su influencia se dividirá en ocho Regiones Aéreas.

### Aviación de caza
Aviones de origen inglés, checo, polaco, etc intervinieron en la Guerra Civil, en uno y otro bando. Los primeros cazas extranjeros que llegaron a España fueron los seis Heinkel He-51 que el 7 de agosto arribaron por barco a Cádiz, desmontados, y que se pusieron en vuelo días después en Tablada (Sevilla). En el bando contrario, el 8 de agosto aterrizaron en El Prat de Llobregat 13 cazas Dewoitine D-371, que pronto serían armados en Cuatro Vientos. A mediados de septiembre del año 1936 Stalin decidió el envío a España de aviones modernos, concretamente bimotores Tupolev SB-2 (Katiuska), cazas biplanos Polikarpov I-15 (Chato) y cazas monoplanos Polikarpov I-16 (Mosca), avión que da un vuelco positivo a la defensa de Madrid.
El I-15 constituyó la base de la caza republicana a lo largo de casi toda la guerra, era un avión muy maniobrable, capaz de girar 360 grados en ocho segundos, fácil de volar y constituía una excelente plataforma de tiro. El I-15 era muy superior al HE-51, y más ágil que el Fiat, siendo muy apreciado por cuantos pilotos lo volaron. Se recibieron 186 unidades, en tandas de 31 desde Rusia, y a partir de agosto de 1937, se fabricaron en España un total de 237 "Chatos".
Los I-16 llegaron a España en octubre de 1936,y recibieron el nombre de "Mosca" por los republicanos y "Rata" por los sublevados. Los I-16 debían adoptar la táctica de trepar y picar, más conocida como “péndulo”, logrando así desbaratar los ataques aéreos franquistas. En combate con los Fiat Cr-32 Chirri utilizaban su mayor velocidad y evitaban el combate cerrado por su mayor radio de giro. Los I-16 llegaron a formar siete escuadrillas de 12 aviones cada una, variando el número de aparatos según la disponibilidad del momento.
Los cazas estándar de la aviación sublevada fueron los biplanos Fiat CR-32 y He-51. Los He-51 fueron relegados al ataque al suelo por los superiores Fiat. Posteriormente fueron sustituidos en estas misiones de asalto por los Henschell Hs 123, y luego por el Junkers Ju-87 Stuka. Los italianos utilizaron para el ataque al suelo el Romeo 37bis y el Breda Ba 65, además de los Fiat CR-32bis. 
Los CR-32 formaron el núcleo de la Aviación Legionaria, al menos 405 aparatos operaron sobre los frentes. El Fiat CR.32 demostró ser un caza eficaz contra aviones más modernos como el Polikarpov I-15 y el I-16 rusos, los aviadores italianos obtuvieron unos 300 derribos contra 73 aparatos propios.
A finales de 1936 se enviaron a España tres prototipos del Me-109. En marzo de 1937, se dotó ya a la 2.ª Escuadrilla de Caza de la Legión Cóndor con varios Me-109, bajo el mando de Gunther Lützow, llegando a participar en el bombardeo de Guernica, al escoltar varios Bf 109 a los bombarderos alemanes. Parece ser que hubo en España entre 130 y 140 Me-109, en sus versiones B, C, D y E, y sobre todo con los últimos que se enviaron, los primeros E, ningún avión de la República tenía demasiado que hacer.

### Combate aéreo en la Guerra Civil
La formación básica de combate antes de la guerra era la de tres aviones, el líder escoltado por dos aviones atrás en ambos costados.La táctica normal consistía en un ataque en picado desde el sol, tras lo cual la batalla se descomponía en combates individuales. 
Durante la guerra civil, la llegada a España en apoyo al bando sublevado, de los voluntarios Alemanes de la Legión Cóndor y de los rápidos Messerschmitt Bf-109 provocaron que su comandante Werner Mölders abandonara las antiguas formaciones Kette (de 3 aviones usada en la 1.ª G.M.) y desarrollara nuevas tácticas. Comenzando a usar la formación de 4 aviones Schwarm mucho más eficaz, que a la vez se podía dividir en dos parejas llamadas Rotte, en las que el avión más retrasado llamado Punto seguía, y a la vez, cubría al líder.
Inicialmente las cosas fueron bien para el bando de Franco, que se oponía a una mezcolanza de voluntarios tripulando toda clase de aviones anticuados. En octubre de 1936 cambiaron las cosas al llegar el Polikarpov I-15 e I-16 a la FARE (el I-16 era el caza más moderno del mundo sobrepasando al Fiat Cr-32 y mucho más al He-51). Además el bombardero SB-2 era demasiado rápido para ser alcanzado con facilidad por un He-51. El equilibrio se restableció en la primavera de 1937 al llegar el Bf-109B, asignados a la 2.ª Staffel del Jadgruppe 88.
La poca disponibilidad de Me-109 hizo difícil constituir Ketten (sección de 3 aparatos) y fue más conveniente formar la "Rotte" o pareja. El uso de la radio ayudó a esta formación tuviera más flexibilidad operativa al poderse aumentar la distancia entre aparatos, que ya que no dependían de las señales visuales para coordinarse. Con una distancia de unos 180 metros entre aparatos, cada piloto podía cubrir los espacios muertos (detrás y abajo) de su pareja: si un enemigo atacaba al compañero (Kacmarek) por detrás rápidamente se encontraba emparedado, o bien, si el guía empezaba un ataque contaba con la tranquilidad de que su compañero lo estaba cubriendo. Moelders perfeccionó la Rotte/Schwarm ( formación de dos parejas): retrasó al avión de flanco en escalón atenuado dando lugar a la formación de "cuatro dedos" en la que los aviones adoptan las posiciones relativas a los cuatro dedos de una mano abierta. Afinando más, se desplazó verticalmente la pareja en la parte contraria al sol, lo que mejoraba la posibilidad de avisar de un atacante procedente de la dirección del sol.
Los italianos prescindieron de la táctica, centrándose en la pericia acrobática de sus pilotos, como en la 1.ª G.M. Los soviéticos en cambio, inventaron las tácticas de picado/encabritado que copiaron luego los alemanes (ataque por detrás en picado para subir y disparar desde abajo) y copiaron de los alemanes las Rotte/Schwarm.

### Aviación de bombardeo
El primer bombardeo de la Guerra Civil fue por parte del bando republicano, al bombardear Tetuán. Para el ataque de bombardeo los rusos aportaron el Tupolev SB-2 Katiuska. Otros aparatos importante de asalto aportados por los rusos, en cuanto a número y calidad, fueron los Polikarpov R-5 Rasante y el R-Z Natacha. Los alemanes sustituyeron en el bombardeo a los Ju-52 por las primeras versiones del Heinkel He-111. Los Ju-86, los Dornier Do-17 y los Heinkel He-70 se usaron en misiones de reconocimiento. Los italianos utilizaron el Savoia-Marchetti S.M.79, el mejor bombardero del conflicto. Los S.79 y He-111 atacaban durante el día, y los S.81 y los Ju-52 durante la noche. El He-111, en sus versiones He 111B y E, realizó su prueba de fuego real en España.
El SB-2 resultó ser más rápido que los cazas sublevados, que pronto adaptarían la táctica de esperarlo a gran altura para después picar consiguiendo así mayor velocidad. El SB-2 disfrutó durante cierto tiempo de la ventaja de su velocidad, pero su propensión al incendio de sus tanques de combustible y su delicado mantenimiento en campaña, unidos a la llegada de los Me-109, fueron incrementando drásticamente el número de sus bajas. Se recibieron aproximadamente 100 unidades, que actuaron en todos los frentes, contándose entre sus acciones el bombardeo del acorazado de bolsillo Deutschland y el hundimiento del crucero Baleares. Tras su hundimiento, dos acorazados británicos fueron en socorro de los supervivientes, pero por ello fueron bombardeados también por los aviones republicanos, todo durante la batalla del Cabo de Palos.

### Creación del Ejército del Aire
Tras el establecimiento del Ministerio del Aire en agosto de 1939, el 7 de octubre de 1939 es creado el Ejército del Aire, que alcanza por fin el grado de Ejército. El primer despliegue del Ejército del Aire en septiembre del 39 fue el siguiente: 
- Región Aérea del Centro. 
  - 21 Escuadra. Fiat CR-32, Getafe. Grupos 21 y 22.
  - 31 Escuadra. Heinkel He-51, Getafe. Grupos 31 y 32.
  - 11 Grupo. BR-20, Barajas.
  - 44 Grupo. Dornier Do-17, Alcalá de Henares.

- Región Aérea del Estrecho: 
  - 11 Escuadra.Savoia S-79, Tablada. Grupos 12 y 13.
  - 12 Escuadra.Savoia S-79, Armilla. Grupos 14 y 15.
  - 23 Grupo.Fiat CR-32, Tablada.
  - 61 Escuadrilla, Hs-123, Tablada.

- Región Aérea de Levante. 
  - 13 Escuadra. Katiuskas, Albacete. Grupos 16 y 17.
  - 32 Escuadra. Custiss, Manises. Grupos 33 y 34
  - 24 Grupo.Super Curtiss, Manises.

- Región Aérea del Pirineo. 
  - 14 Escuadra. Heinkel 111, Zaragoza. Grupos 18 y 19.
  - 15 Escuadra. Heinkel 111, Logroño. Grupos 110 y 111.
  - 25 Grupo. Me-109, Logroño.
  - 41 Grupo. Heinkel He-45, Vitoria.
  - 41 Escuadrilla. Do-17, Zaragoza.

- Región Aérea del Cantábrico. 
  - 16 Escuadra. Savoia S-81, Villanuebla. Grupos 112 y 113.
  - 114 Grupo. Junkers Ju-52, Matacán.
  - 26 Grupo. Fiat CR-32, León.
  - 42 Grupo. Caporni Ca 310, Villafría.

- Fuerzas Aéreas de Baleares. 
  - 28 Grupo. Ratas, Son San Juan.
  - Grupo Mixto de Hidros. Pollensa., 52 y 53 escuarillas.

- Fuerzas Aéreas de África. 
  - 27 Grupo Mixto. He-112, Fiat G50, Melilla.
  - 51 Escuadrilla. Dornier, Atalayón.
  - 43 Grupo. Natachas, Tetuan.
  - 41 Escuadrilla. Hs-126, Tetuán

- Fuerzas Aéreas del Atlántico: 11 Escuadrilla.Fokker VII, Cabo Juby.

El Ejército del Aire español formó 7 grupos de combate con material que había servido en el bando republicano: 
- 16.º y 17.º grupos de bombardeo (Los Llanos, Albacete) equipados con SB-2
- 24.º grupo de caza (Manises, Valencia) con I-15 bis
- 28.º grupo de caza (Son San Juan, Baleares) con I-16
- 33.er y 34.º grupos de asalto (La Rabasa, Alicante) con I-15
- 45.º grupo de reconocimiento (Auámara, Marruecos) con R-5

Los siguientes aviones de la FARE se recuperaron e incorporaron:
- 20 Tupolev SB-2 (16 se rindieron en Barajas, 3 huyeron a Orán y fueron devueltos y 1 capturado durante la guerra). El 1 de marzo de 1940 había 18 aparatos en servicio.
- 44 Polikarpov I-15, además de otros 63 en varios estados de fabricación, y con los aviones de nueva construcción se formó en 1941 el 33.º regimiento de asalto (Villanubla). Los veinte Polikarpov I-15 bis que habían pasado a Francia tras la caída de Cataluña, fueron devueltos y en 1940 estaban en servicio.
- 22 Polikarpov I-16 incorporados, aunque quedaban veinte en servicio en marzo de 1940. Se pudieron añadir otros treinta montados en Jerez de la Frontera con piezas recuperadas, y esos aparatos formaron el 26.º grupo de caza (Tablada).
- 9 Polikarpov R-5 (7 de ellos habían huido a Orán). Los 9 seguían en servicio en marzo de 1940.

De los 43 He-112 enviados por Alemania, 15 quedaron en servicio en la Fuerza Aérea Española, al finalizar la guerra. Durante los años 1938 a 1944, Hispano Aviación construyó 100 CR-32 que denominó HA 132L y también reconstruyó algunos a partir de células procedentes de la Guerra Civil, así como unos 40 biplazas de entrenamiento, algunos permanecieron en servicio hasta 1953.
Además el arma de caza contaba con cinco escuadrillas de Messerschmitt Bf-109, tres del tipo E y dos de los modelos más antiguos.
La Legión Cóndor dejó en España casi 60 ejemplares del He-111. A principios de 1943 España había recibido hasta unos 100 He-111 que formarían la columna vertebral de las unidades de bombardeo hasta los años cincuenta. Todos los Do-17 alemanes supervivientes a la guerra fueron transferidos a unidades españolas en verano de 1938, formándose en grupo 8-G-27.

### Segunda Guerra Mundial

#### Compras de aviones a Alemania

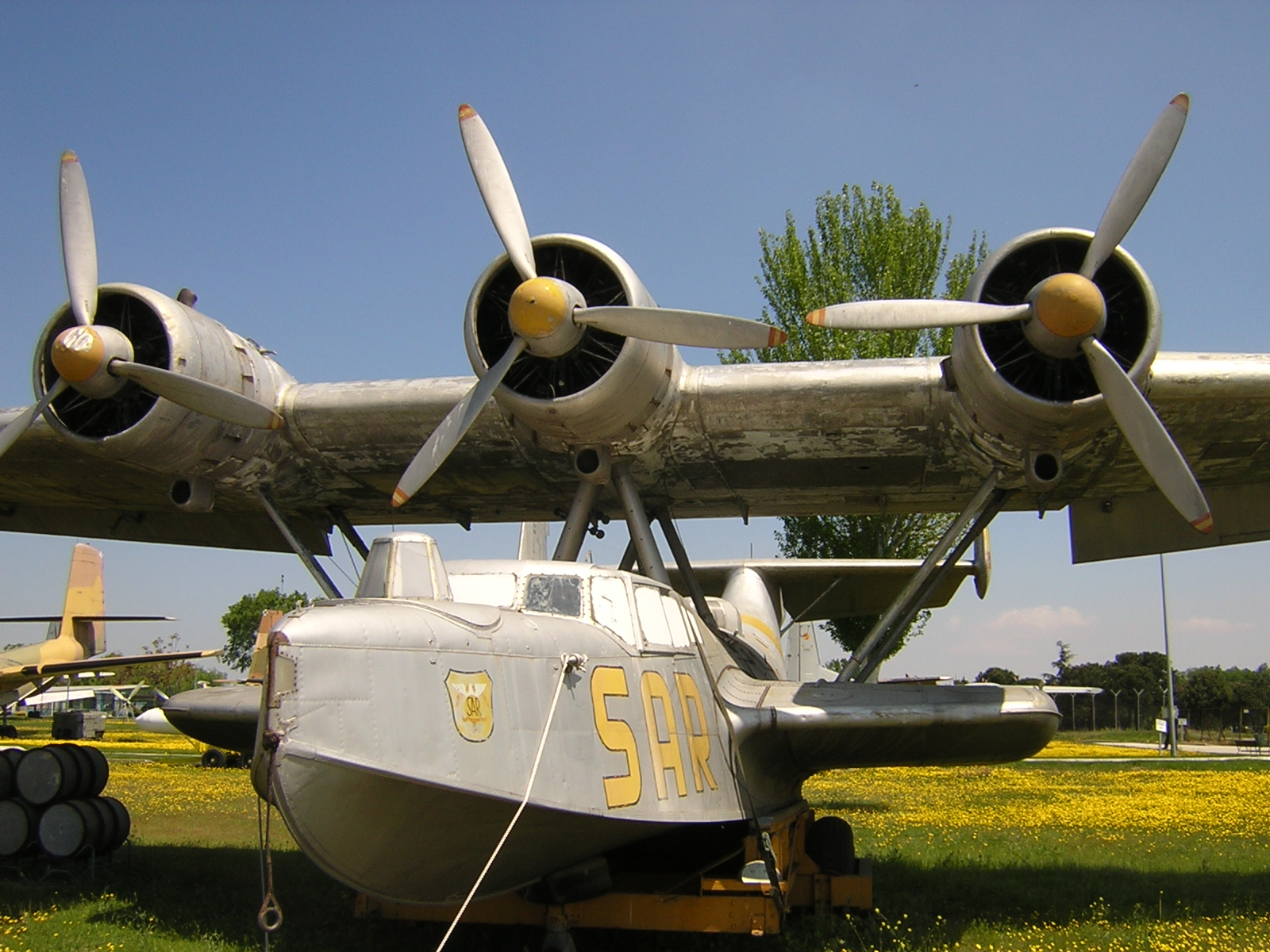
Dornier Do 24, actualmente expuesto en el Museo del Aire en Cuatro Vientos, Madrid.

Debido a la presión internacional y la deuda con Alemania se emplea la fórmula de compensar la venta del volframio con la compra de equipo militar alemán. El gobierno alemán era reacio, debido a necesidad de las armas, y por ello se resistían a estas ventas o establecía precios astronómicos. España negoció (se querían 250 cazas diurnos, 75 nocturnos y 150 bombarderos) hasta lograr precios razonables a pagar en "especie".
De este modo, en 1943, se compraron de segunda mano a Alemania 15 aparatos de caza Me109 F2/F4 , a un precio de 202.000 Marcos de media por unidad, y 10 JU-88 A4 de Bombardeo, 600.000 marcos cada uno. También se compró la licencia de fabricación de Me109G, He-111 y Ju-52. Además se adquirieron cuatro radiofaros de aterrizaje, 10 radiotelemetros Würzburg FuG 39 TD, un radiolocalizador "Freya" y tres Aparatos de localización "Liechtenstein" (los primeros radares en servicio en España, que se situaron en los alrededores de Madrid). Junto con ellos se compraron cañones antiaéreos de calibre 88, en 1943 llegaron a España al menos 88 piezas, 22 baterías, del modelo Flak-36, que posteriormente también se fabricaron bajo licencia.
Los Me109 se entregaron en el Aeródromo francés de Villecoubley el 17 de mayo de 1943. Dos días después los pilotos españoles los llevaron hasta la Base Aérea de Reus. El viaje acabó en la base de Moron con escala en Barajas, a donde sólo llegaron 14 aparatos, al haberse accidentado uno durante el traslado. Considerando prioritaria la protección de la frontera con Francia se integraron en el 23 Regimiento de Caza, basado en Reus. El Me-109 proporcionó algún que otro susto de muerte a las tripulaciones de los aviones estadounidenses en su tarea de vuelos fotográficos, en previsión de una futura guerra.
Los Ju-88 se entregaron en el Aeródromo de Toulouse el 30 de noviembre de 1943. Anteriormente los pilotos y resto de tripulación habían realizado un cursillo intensivo en la base de Francazal, en este caso el avión era nuevo al no estar en servicio en el Ejército del Aire. Los 10 aviones llegaron a España en un vuelo sin escalas a la Base de los LLanos, Albacete, ese mismo día y se integraron en el 13 Regimiento de Bombardeo. 
En 1944 el Ejército del Aire adquirió 12 hidroaviones Dornier Do-24T3 para misiones de Búsqueda y Salvamento, por ello sin armamento, con base en Pollensa, Zona Aérea de Baleares. Las Operaciones de los Do-24 sobre el Mediterráneo comenzaron en el verano del 44, siempre en estrecha coordinación con los países implicados para evitar incidentes.
Se compraron también 3 He 111J y 3 He 111H, dedicados a sondeos meteorológicos pero de los que se sospecha que fueron transferidos a España para efectuar reconocimientos meteorológicos en apoyo de Alemania (los aviones pasaban sus revisiones y puestas en hora de motores en bases aéreas alemanes en Francia, iban pilotados por españoles pero el resto del personal de vuelo era alemán). Los aviones estaban encuadrados en escuadrilla de Sondeos Meteorológicos de Barajas, que dependía de la Dirección General de Protección al Vuelo del Ministerio del Aire. En cuanto a colaboración con Alemania es curiosa también la existencia de una base alemana de ayuda a la navegación en Lugo.
También se adquirieron 12 hidroaviones Heinkel He 114A a Alemania en 1943 y que se destinaron a la Base de Hidros de los Alcázares. Los hidros Ro-43 italianos internados durante la guerra fueron reparados e integrados en el 51 Regimiento, en la Base de Pollensa.

#### Incidentes en España
Las violaciones del espacio aéreo español por parte de los aliados y Alemania fueron frecuentes. En el Cantábrico, debido a la persecución sobre los submarinos alemanes (que contaban con apoyo, o al menos la vista gorda de las autoridades españolas) que realizaban la RAF, US Navy y USAAF, la presencia de aviones de patrulla era habitual. Como anécdota, el escuadrón 307 de la RAF volaba en 1943 misiones en busca de aviones alemanes y para combatir la rutina sobrevolaban la costa cantábrica española a baja altura, por ello el gobierno español protestó varias veces. Asimismo los aviones alemanes perseguían a convoyes aliados en el Atlántico y Mediterráneo y protegían a sus submarinos en el Cantábrico. Esto hizo que algunos aparatos fueran dañados en combate y se vieran obligados a aterrizar en España. Además, para hacer frente a los aviones aliados, Alemania ordenó a sus submarinos que el regreso a las bases francesas se hiciera exclusivamente caboteando por la costa española, donde tanto ésta como los abundantes pesqueros podían ayudar a despistar a los radares.
En el Golfo de Vizcaya se vivieron numerosas batallas en 1943, como la del U-966, hundido el 10 de noviembre de 1943 tras ser atacado por cuatro aviones: uno británico, dos norteamericanos y el Liberator letra E del escuadrón checoslovaco de la RAF. Fue echado a pique a escasos metros de Punta Maeda (Estaca de Bares).
En el sur de España, debido a la postura proalemana de España y a la presencia inglesa en Gibraltar y a las bases francesas en Argelia y Marruecos solo era cuestión de tiempo que hubiera incidentes. La mayor parte fueron invasiones del espacio aéreo al que en ocasiones respondía la artillería antiaérea. Además de esto los aliados prepararon planes a lo largo de la guerra para la ocupación de las islas Canarias, ante la eventualidad de que Gibraltar fuera invadido, y también contra el protectorado español de Marruecos.
El 18 de diciembre de 1939, un Ju-52 M-CABA de Iberia que realizaba el trayecto Sevilla-Tetuán fue derribado sobre Algeciras por un destructor británico. Poco después, un avión británico era derribado por la artillería antiaérea sobre Tarifa.
En 1940 debido a los acontecimientos en Europa una docena de bombarderos Heinkel He-111 son desplegados en Son San Juan procedentes de Logroño. El 8 de noviembre de 1940 un Savoia SM-79 español fue derribado por cazas de la RAF cerca de las Islas Baleares que al parecer lo confundieron con un aparato italiano, murieron los 5 tripulantes.
El 5 de febrero de 1941, un Ju-52 español procedente de Sidi Ifni fue atacado por dos cazas franceses, sobre el mar a 30 km de Casablanca, y el aparato tuvo que tomar tierra en Rabat.
El 28 de abril de 1941 un Wellington del 15 Squadron se estrella en el mar frente a la costa de Málaga al quedarse sin combustible. Incidentes parecidos sucedieron en Murcia y Canarias: En octubre de 1942, un Vickers Wellington amaró frente a Fuerteventura. Días después otro Wellington hizo un aterrizaje forsozo en Gran Canaria, la tripulación prendió fuego al aparato.
En el Marruecos español los Heinkel He-112 del Grupo 27, con base en Nador, tuvieron algunos roces con los Dewoitine D.520 de la Aeronavale francesa, basados en Port Lyautey, (Marruecos) y con los Supermarine Spitfire V y Hurricane de la RAF basados en Gibraltar. Ningún avión fue derribado. Con la invasión del Norte de África la tensión subió.
Con la invasión del Norte de África las violaciones del espacio aéreo eran diarias. El 3 de marzo de 1943 se ordenó al teniente Miguel Entrena interceptar con su He-112B una formación de Lockheed P-38 del 37th Fighter Squadron (14th Fighter Group) que sobrevolaba Nador. Uno de los aviones fue alcanzado y se vio obligado a aterrizar de emergencia junto al río Muluya, pero sin llegar a estrellarse. El día siguiente se dieron instrucciones precisas a los pilotos españoles de no responder a ninguna provocación de los aliados. Ese mismo día cazas norteamericanos en varias formaciones desafiaron a los militares españoles, sobrevolando agresivamente el aeródromo de Nador.
Además también hubo tensión con los aliados en la zona de Canarias y Sidi Ifni. El 21 de febrero de 1943 un Wellington en vuelo de reconocimiento fue alcanzado por la artillería antiaérea, y obligado a realizar un aterrizaje forzoso a varios kilómetros al norte, cuando sobrevolaba el aeródromo de Cabo Juby a baja altura. Durante los meses siguientes continuaron las incursiones sobre Canarias, que entre septiembre y noviembre llegaría al punto de máxima tensión. El Ejército del Aire contaba en la zona con el Regimiento Mixto n.º 4 equipado con veinticuatro Fiat CR.32, cinco Junkers Ju-52 y dos Dornier Wall asignados a la defensa de la Zona Aérea de Canarias y África Occidental (ZACAO). Los escuadrones antisubmarinos de la US Navy VP-63 y VP-73, basados en Marruecos, sospechaban que los submarinos alemanes se abastecían o refugiaban an las Canarias y por ello volaban sobre las islas violando el espacio aéreo. Las sospechas tenían sus razones, así por ejemplo en abril de 1943 el submarino U-167 había sido hundido en la bahía de las Burras (Gran Canaria) por un Hudson del 233.º escuadrón de la RAF. Ante las violaciones los Fiat CR.32 interceptaban a los aviones y al no disponer de radio disparaban ráfagas de aviso que a veces eran interpretadas como ataques por los aviones aliados, que contestaban disparando.
El 28 de octubre de 1943 un Fiat CR.32 recibió como respuesta a las ráfagas de aviso impactos de un Catalina y tuvo regresar a la base. Días más tarde dos Lockheed Pv-1 Ventura, pertenecientes al VP-73 de la U.S. Navy, dispararon contra un Fiat CR.32, al que superaban en velocidad y armamento, del 29 Grupo de Caza de Gando, sobre Gran Canaria, y no lo derribaron, a pesar de que el Fiat no podía defenderse, al habérsele encasquillado las Breda-Safat. El 1 de noviembre un Fiat CR.32 pilotado por el teniente Ferrer es atacado por un Catalina de la US Navy y responde. El CR.32 logró hacer 40 impactos en el avión, hiriendo a 3 de sus tripulantes y provocando graves daños en un motor, el tren de aterrizaje y en un tanque de combustible. El Catalina, escuadrón VBP-73, logró llegar a Marruecos y se hundió tras realizar un amerizaje de emergencia en Agadir. 
A partir de este hecho, y de un acuerdo con los aliados, los incidentes en el espacio aéreo español disminuyeron, debido a que los aviones dejaron de acercarse a menos de tres millas de la costa y los Fiat CR.32 ya no los interceptaban. A partir de marzo de 1944 los Fiat CR-32 de Gando dejaron prácticamente de volar debido a la escasez de combustible. Además en 1944 se firma un pacto secreto con EE.UU y entre otras cosas el aeródromo de Cabo Juby queda a disposición de los estadounidenses. Algunos meses después del desembarco de Normandía aviones del Air Transport Command norteamericano son autorizados para repostar en territorio español, incluso en aeródromos cercanos a Madrid.
Muchos pilotos aliados llegaron a España escapando de los alemanes tras ser derribados sobre la Europa ocupada y fueron internados en el campo de concentración de Miranda de Ebro. Debido al gran número de personas se habilitaron campos adicionales.

#### Escuadrilla Azul
En 1941, tras la invasión alemana de Rusia, se crea la Escuadrilla Azul, para apoyar a la Luftwaffe en sus operaciones en el frente Ruso, para devolver a Alemania el apoyo que esta había dado al Ejército Nacional con la Legión Cóndor durante la guerra civil española, por lo que a lo largo de 4 años, cinco escuadrillas, que se relevaban cada seis meses, combatieron en el Frente Ruso numeradas así: 1.ª, 2.ª, 3.ª, 4.ª y 5.ª
La Escuadrilla Azul se adscribió al 27 Grupo de Caza (JG27) de la Luftwaffe, bajo el mando de Wolfram von Richtofen, que había mandado la Legión Cóndor. Sumando los derribados en vuelo y los destruidos en tierra, los pilotos de las escuadrillas azules destruyeron más de 170 aviones. Esto les costó 19 muertos y desaparecidos en combate, un prisionero y 5 heridos. 
Algunos de los pilotos eran ases de la guerra civil. La Escuadrilla voló en Bf109-F2, Bf109-F4, y luego FW190. Los pilotos más destacados fueron el comandante Salas (1.ª Escuadrilla, 6 derribos y 2 aviones destruidos en tierra), el capitán Hevia (3.ª Escuadrilla, 11 derribos), el teniente Sánchez Arjona (4.ª Escuadrilla 9 aparatos), el teniente Arango (4.ª Escuadrilla, 7 aparatos) y el alférez Aldecoa (1 victoria con la 3.ª Escuadrilla y 6 más con la 4.ª).
Además pilotos españoles lucharon con el Ejército Soviético contra los alemanes. El número de pilotos españoles en la URSS que combatieron del lado soviético se podría acercar a 50. Una decena alcanzaron categoría de ases en la Unión Soviética, eran pilotos experimentados al contrario que la inmensa mayoría de los pilotos rusos.

### Posguerra
Tras finalizar la guerra el 18 de marzo de 1946 se crea la 1.ª Bandera de la 1.ª Legión de Tropas de Aviación, al mando de un comandante, que será la primera unidad paracaidista de la historia de España. En 1953 esta unidad recibirá el nombre de 1.ª Bandera de Paracaidistas de Aviación, que más tarde, de 1957 a 1958, participará en la guerra de Ifni. En 1965 se creó la Escuadrilla de Zapadores Paracaidistas a partir de esta Bandera y como una unidad independiente.
En 1952 comienzan las entregas del Bf-109G fabricado en España por CASA con motores Hispano primero (tipo C-4J) y más tarde con el Rolls Royce "Merlin" (tipo C-4K). Debido al aspecto abultado del motor Merlin el avión se ganó el mote de "Buchón". Estos aviones dotaron a las Alas de Caza 7 de El Copero y 47 de Tablada, también estuvieron destinados en Gando y El Aaiún. Su actuación militar más importante tuvo lugar entre 1957 y 1958 durante el conflicto de Ifni. Continuaron en servicio hasta 1965.
Se fabrican además bajo licencia alemana los He-111 y Ju-52. Los He 111H y Me-109 fabricados en España llegaron demasiado tarde, ya totalmente desfasados para su uso, y en circunstancias muy difíciles. Sólo la necesidad de mantener activa la industria aeronáutica nacional, la carencia de material y la búsqueda de una salida aceptable para los pilotos procedentes de la Guerra Civil, que no podían adaptarse por edad a la aviación a reacción, justificaron su incorporación al Ejército del Aire.
Al finalizar la Segunda Guerra Mundial, en España se habían desarrollado pocos modelos de aviones. En 1946 se pidió a los constructores a que no se dedicaran a producir bajo licencia modelos que ya se habían desfasado, y en lugar de ello, desarrollaran nuevos proyectos nacionales. El primer proyecto que acometió CASA fue el bimotor de transporte ligero C-201 Alcotán.

### Tratado Asistencia con EE. UU.
En 1953 se firma el tratado con EE. UU., Estados Unidos fue el proveedor de material, que sustituyó al fabricado bajo licencia alemana. Así llegaron reactores de caza F-86 Sabre, de entrenamiento Lockheed T-33), entrenadores de hélice T-6 Texan, aviones de transporte DC-3 y DC-4, y aviones de patrulla y salvamento marítimo Grumman Albatross. También se creó una red de radares de vigilancia aérea que posteriormente pasó a ser operada exclusivamente por el Ejército del Aire español. En resumen, por el tratado con EEUU se recibieron cazas F-86 Sabre, de entrenamiento Lockheed T-33, entrenadores de hélice T-6 Texan, aviones de transporte DC-3 y DC-4, y aviones de patrulla y salvamento marítimo Grumman Albatross. Años después se entregarían cazas Lockheed F-104 Starfighter y F-4 Phantom II, de transporte Caribou y C-97 Stratofreighter, aviones cisterna Boeing KC-97 Stratotanker y helicópteros Bell 47 y UH-1 Iroquois.
E1 24 de marzo de 1954 llegaban a la Base Aérea de Talavera la Real (Badajoz) seis aviones T-33 que fueron los primeros reactores del Ejército del Aire. Eran seis T-33A de la USAF que hicieron el vuelo desde Francia, pilotados por personal norteamericano. Al ser el primer reactor de entrenamiento biplaza con el que contaba el Ejército del Aire, cada base de reactores llegó a contar con algunos T-33 para ser usados por los pilotos de Sabre en sus entrenamientos. En total se suministraron 48 T-33.
Los T-6 Texan llegaron a Santander entre julio y octubre de 1954 a bordo de los portaaviones ligeros CVE-58 Corregidor y CVE-64 Trípoli, que en su cubierta y hangar principal almacenaban debidamente encapullados estos aviones. En 1957 el Ejército del Aire obtiene por cesión otros sesenta aparatos, pero de la versión T-6G, que se diferenciaban en la estructura de la cabina y en el color: amarillo naranja característico de los aviones de entrenamiento, conocidos por ello como butaneros en España.
Los acontecimientos de Ifni hicieron pensar que para hacer frente a futuros problemas en la región se debía contar con aviones adicionales adaptados para ese tipo de guerra. Se encontró la solución al adquirir setenta T-6 de diversa procedencia norteamericana no gubernamental. Se trataba de excedentes de guerra. En 1965 con el fin de suplir las pérdidas y bajas y poder reforzar las unidades, se adquirieron 11 ejemplares del modelo T-6G a l'Armée de l'Air francesa.
De este modo algunos T-6D sirvieron en el 463 escuadrón desplegado en el Sahara, concretamente en la base de El Aaiún, sobre 1975 y llegaron a realizar hasta 165 misiones de combate contra las fuerzas del Frente Polisario. Estos aparatos, originariamente en metal natural, fueron pintados con esquema de camuflaje sin normalizar y de muy mala calidad.
La llegada del F-86 Sabre supuso el primer paso de la modernización del Ejército del Aire al entrar en servicio el primer caza reactor y reemplazar a los Messerschmitt Bf-109. El entrenamiento de pilotos de reactores se realizaba en el Lockheed T-33. Los Sabre procedían de excedentes de la USAF y las distintas versiones recibidas fueron actualizadas en España a la F-86F-40-NA. 
La primera unidad operativa española con el F-86 se formó en Manises el 6 de septiembre de 1955. El F-86 prestó servicio en el Ejército del Aire en gran número, 270 aviones, y formó las Alas de Caza basadas en Torrejón, Manises, Morón, Zaragoza y Palma de Mallorca. Fue también el avión que equipó a la Patrulla Ascua, precursora de la Patrulla Águila actual. La codificación de los Sabres fue C.5, y se matricularon como C.5-1 hasta C.5-270. Este último F-86 llegó a España en el año 1958. Los últimos Sabres operativos fueron dados de baja en 1973.
En los años 1960, España contaba con aeronaves de combate ya obsoletas, con reducida velocidad y falta de potencia de fuego, además de carecer de radar, por tal motivo se planteó modernizar parte del material. La USAF ofreció al Ejército del Aire 40 Convair F-102 de los Escuadrones 431 y 497, que se encontraban en Zaragoza y Torrejón. Tras negociaciones con el MAP (Programa Ayuda Militar), se consiguió incluir al F-104 en el acuerdo de ayuda y así se consiguieron en régimen de alquiler 18 monoplazas y 2 doblemandos del tipo G, todos ellos construidos en Canadá por la empresa Canadair, excepto los dos doblemandos.
La llegada de los F-104 a España se realizó a bordo de dos portaaviones norteamericanos a la Base de Rota. La entrada en servicio del F-104 supuso una auténtica revolución debido a que se dispuso así del primer caza de Mach 2 y dotado con radar. En 1972, tras 17 000 horas de vuelo sin sufrir accidente alguno, los F-104 fueron devueltos a EE. UU., quien los reenvió a Grecia y Turquía.

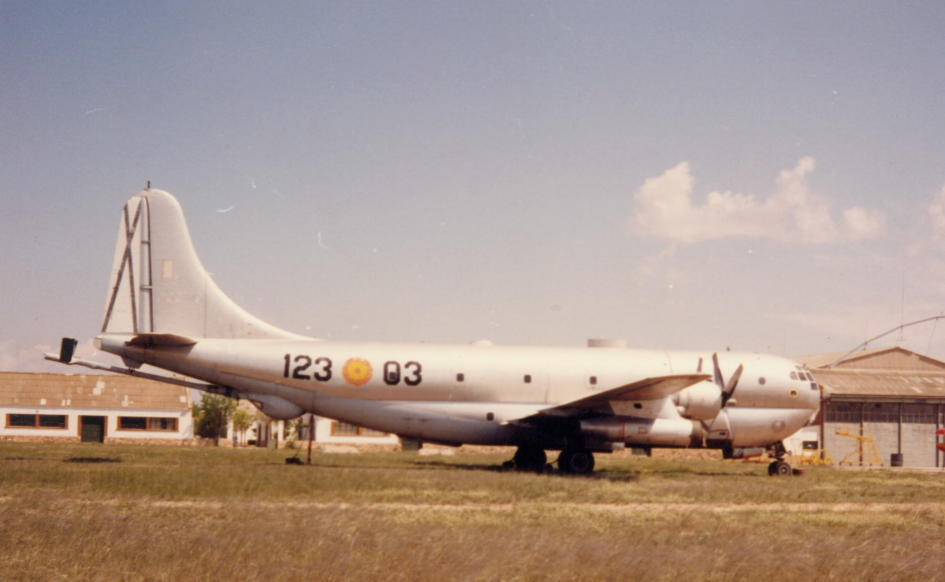
KC-97L Stratotanker.

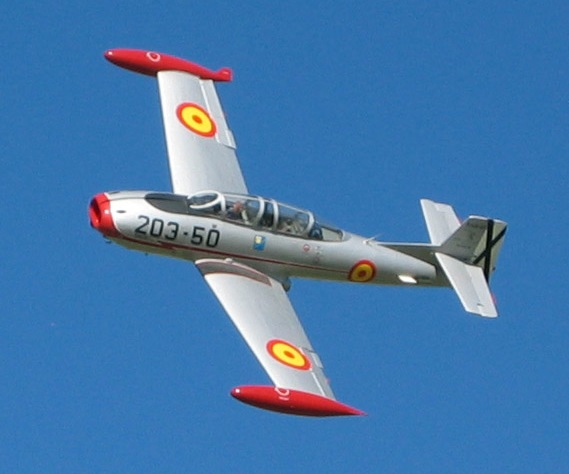
Hispano Aviación HA-200 Saeta.

Los F-4 Phantom, excedentes de la USAF, llegaron a España el 14 de junio de 1971 en el programa Peace Alfa para reemplazar a los F/TF-104G y F-86. En total cincuenta y ocho Phantom II sirvieron en el Ejército del Aire. Los F-4C se encuadraron en el Ala 12 formando dos escuadrones, el 121 “Póker” y el 122 “Tenis”. Los 36 F-4C Phantom fueron designados C.12 y sirvieron hasta que fueron retirados en 1989.
Más tarde llegaron cuatro RF-4C y se creó el Escuadrón de Reconocimiento 123 “Titán”. Los RF-4C fueron denominados CR.12 y proporcionaron una capacidad de reconocimiento táctico diurno y nocturno de la que se carecía en ese momento, ya que hasta entonces sólo se contaba con dieciocho RF-5A.
A finales de 1972, para aumentar las capacidades de los F-4C, llegaron tres Boeing KC-97L para servirles de aviones cisternas y dos C-97 de carga para servir de repuestos. Los aviones sirvieron desde el 19 de mayo de 1972 hasta el 19 de agosto de 1976 formando el Escuadrón 123.
Entre 1968 y 1971 se construyeron bajo licencia 70 F-5 para el Ejército del Aire (18 aviones monoplazas SF-5A, 18 aviones de reconocimiento SRF-5A y 34 aviones biplaza SF-5B). El avión se denominó en el Ejército del Aire C.9, CE.9 Y CR.9, y luego cuando se dedicaron a ataque al suelo A.9, AE.9 y AR.9. Varios de los SF-5A se convirtieron a SRF-5A, conservando el armamento. A lo largo de los años los aviones han sido sometidos a diversos programas de modernización los aviones que quedan. Este caza se utiliza actualmente como entrenador avanzado de combate en el Ala 23.
Además se producen aviones en España para el Ejército del Aire, como el Azor, el Alcotán, el C-212 y el Saeta. En el año 1965 el HA-200 Saeta entra en servicio en el Ejército del Aire, con la designación E-14, como entrenador en la Escuela Básica de Matacán y después en la Academia General del Aire de San Javier. Se fabricó también una versión armada, HA-200D, equipada con motores más potentes. A partir de los 1970 los Saeta con base en Canarias desempeñaron el papel de avión de ataque a tierra en el conflicto del Sahara. 

#### Laguerra de Ifni

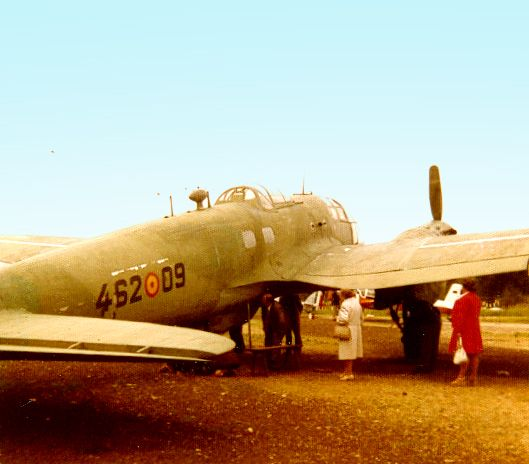
CASA 2111.

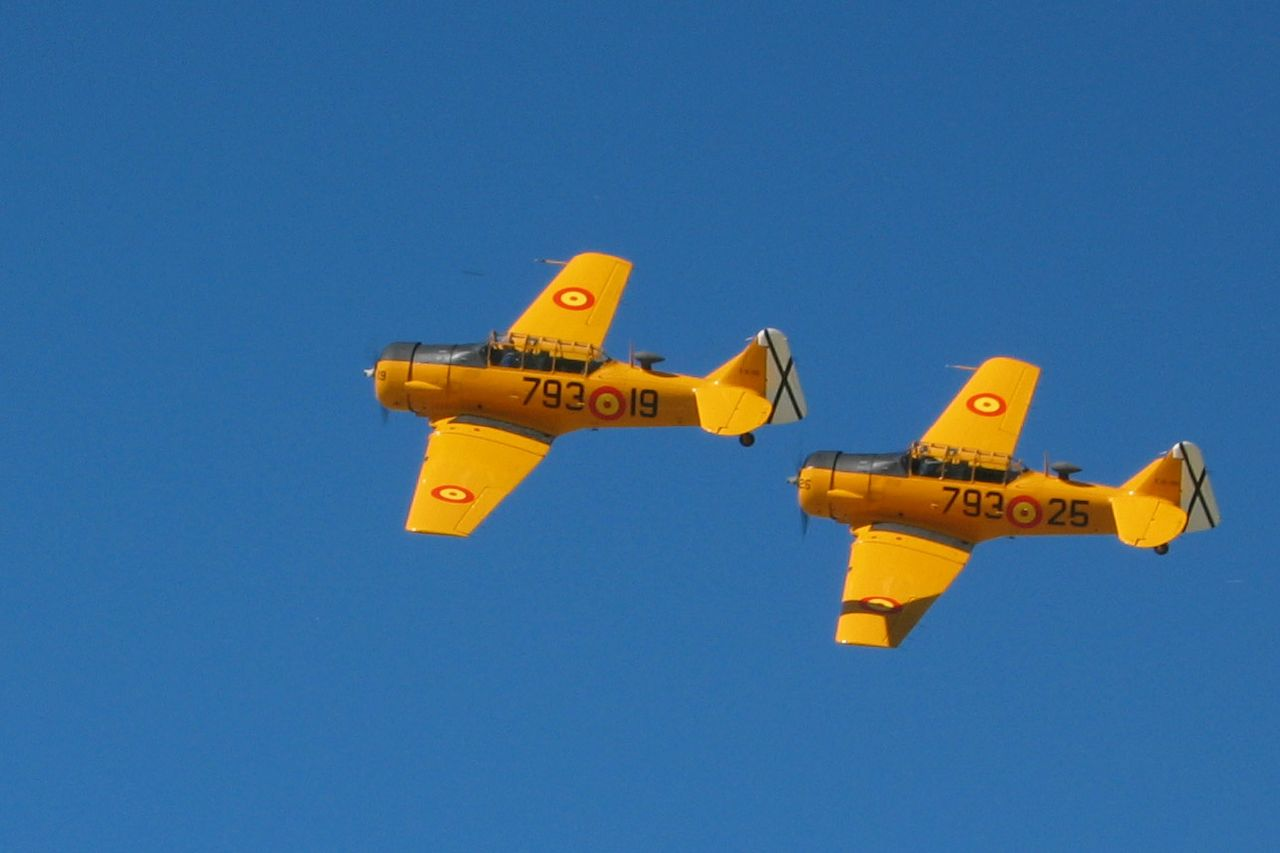
North American T-6 Texan.

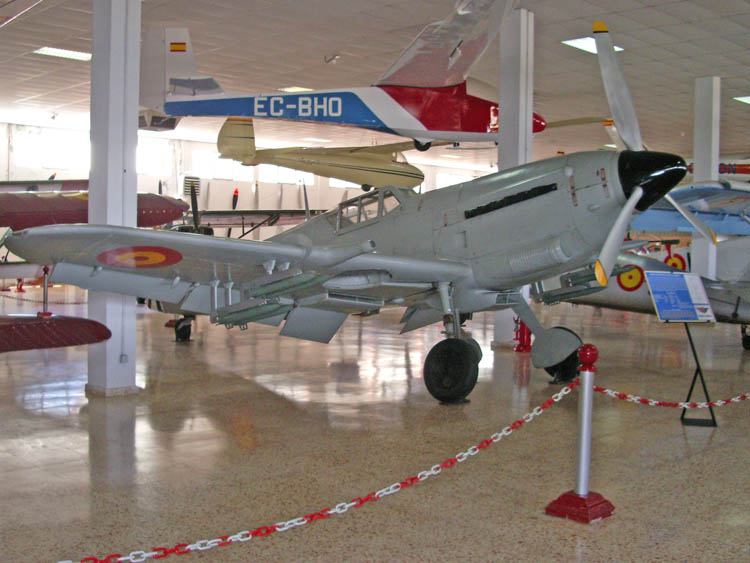
Hispano Aviación HA-1112.

El Ejército del Aire español tuvo que defender entre octubre de 1957 y abril de 1958 el territorio de Sidi Ifni con armas obsoletas, reforzadas con algunos de los aviones recibidos de los Estados Unidos, como los aviones de transporte T.3, los aviones de salvamento marítimo Grumman Albatross AD.1 y aviones de entrenamiento armados T.6.
Los viejos Heinkel-111 fabricados por CASA realizaron misiones de ataque al suelo (muchos de ellos consistentes en ametrallar camellos ya que era el único objetivo visible) y los Junkers Ju-52 se emplearon para lanzamiento de paracaidistas y envío de suministros. Debido a la falta de medios inicial a falta de bombas se lanzaban desde los Ju-52 bidones de gasolina provistos de un sistema de explosión artesanal ideado por un teniente hasta que llegaran suficientes He-111 a la zona.
El Ejército del Aire, cuando la tensión en la zona empezó a subir, destinó a la Zona Aérea de Canarias y África Occidental un escuadrón expedicionario de B.21 (Heinkel He-111) y reforzó los T.2B (Junkers Ju-52) hasta las 19 unidades. Los aviones estaban destinados en la base aérea de Gando, pero con destacamentos rotatorios en Ifni y El Aaiun. Los Franceses fueron autorizados a emplear su aviación en territorio español del Sahara. El transporte de tropas a la zona del Sahara se realiza en Douglas DC-3, procedentes del Ala 35 (Getafe) y Bristol 170 civiles (Aviaco).
El 8 de mayo de 1957 un Ju-52 se estrella en las cercanías del Aeródromo de Ifni, mueren 8 paracaidistas.
El 11 de agosto de 1957 se produce el inicio de las operaciones aéreas en Sidi Ifni. Un avión B.21 que había realizado un reconocimiento y bombardeo en el puesto de Tiguist Iturramen, se pierde, desapareciendo los cinco miembros de la tripulación y un oficial del Ejército de Tierra que viajaba como conocedor del terreno. 
En octubre un Junkers que realizaba un vuelo rutinario de estafeta, es tiroteado al sobrevolar el poblado de Tafudart. Al tratarse del primer incidente en el Sahara, se quiso dar ejemplo y 9 He-111 bombardearon el poblado, arrojando 156 bombas. La mayoría no estallaron y las que lo hicieron no causaron demasiados daños, debido al mal estado de las bombas. 
El 1 de noviembre de 1957 Francia ofrece 12 aviones AT-6, pero las autoridades españolas prefieren esperar acontecimientos y no los aceptan. El 20 de noviembre se detecta una gran concentración de efectivos en Raudat el Hach, sur del Sahara. Se envía al día siguiente 6 He-111 que lanzan 120 bombas de 50 kg sobre los rebeldes. 
El 6 de diciembre de 1957 se traslada a Sidi Ifni el Primer Escuadrón de paracaidistas de Aviación. Participará hasta 1958 en la pacificación de la zona. Dos días después se produjo un enfrentamiento con los rebeldes durante la defensa de las posiciones españolas que rodeaban Ifni. Posteriormente la unidad paracaidista se lanzará en paracaídas sobre la retaguardia enemiga, en Smara y la Hagunia (Sáhara), en compañía de paracaidistas franceses.
El 30 de enero de 1958 entra en combate el escuadrón n.º 71 de caza, en misiones de ataque al suelo empleando los Messerschmitt Bf-109 sus cañones y cohetes.
La difícil situación que se vivió en Ifni con el asedio de los puestos del interior, hizo que el Ejército del Aire realizara arriesgados misiones de apoyo con los viejos Ju-52 y He-111. El vuelo rasante, tanto para a apoyar a los defensores como para lanzarles suministros, y lo anticuado del material hizo que los aviones recibieran numeroso impactos por el fuego enemigo. 
Total misiones: 2.179 salidas y 6.694 horas de vuelo. 
- Misiones de Transporte: 1.237
- Misiones de Apoyo Terrestre: 367
- Heridos evacuados: 224
- Paracaidistas lanzados: 427
- Hombres transportados: 6.263
- Bajas: 1 Capitán, 3 Tenientes, 1 Alférez, 3 Sargentos y 2 Cabos Primeros.

## De 1970 a 1999

### Los Mirage del Ejército del Aire

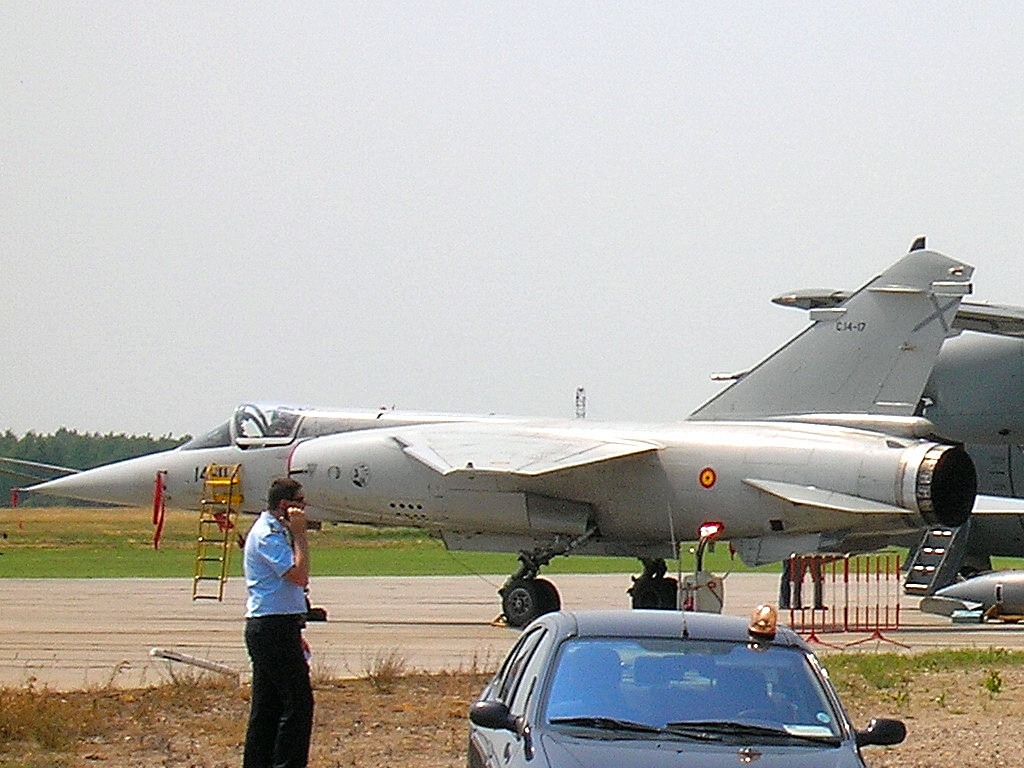
Mirage F1M.

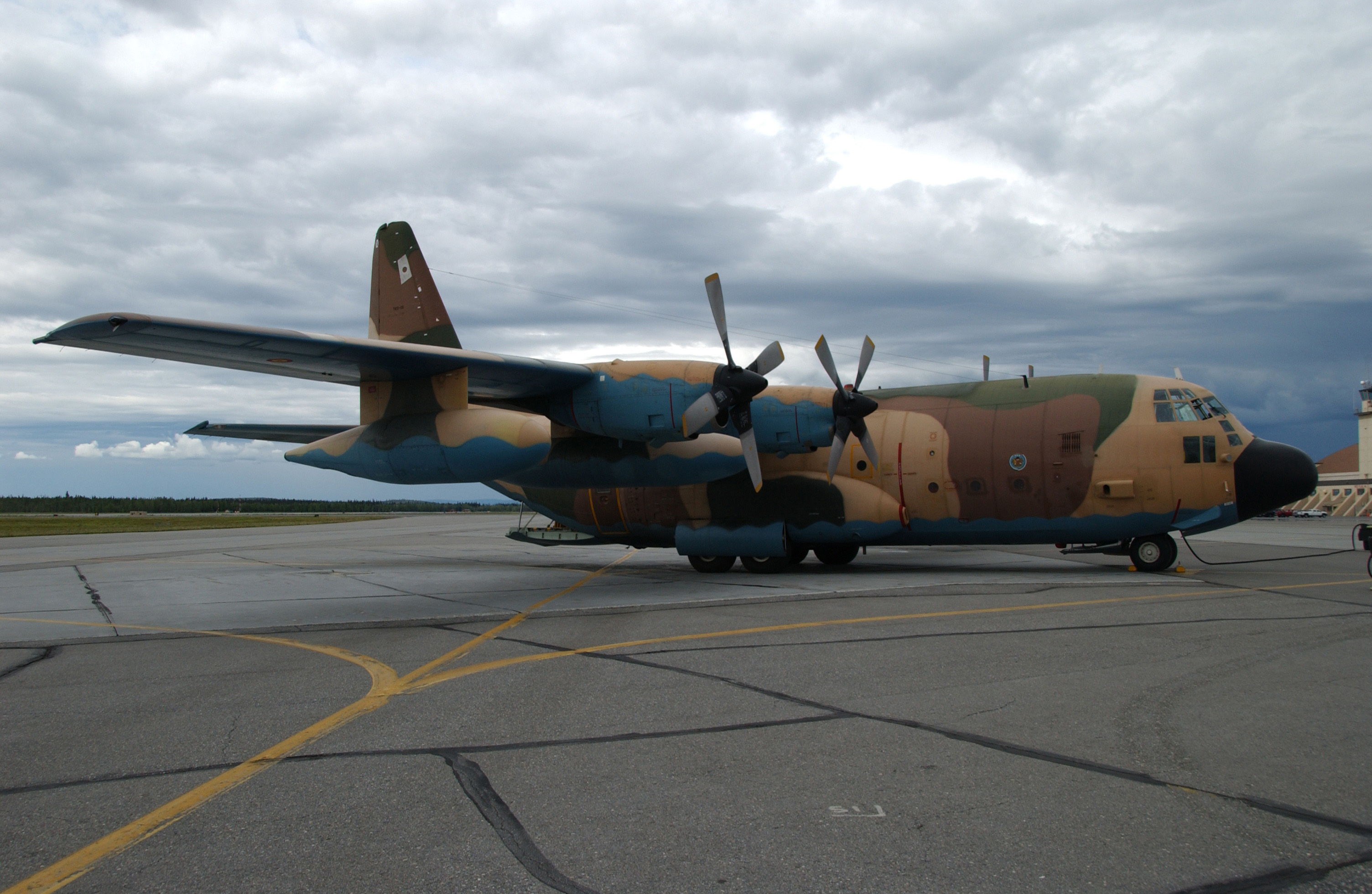
Lockheed C-130H Hercules del Ejército del Aire de España.

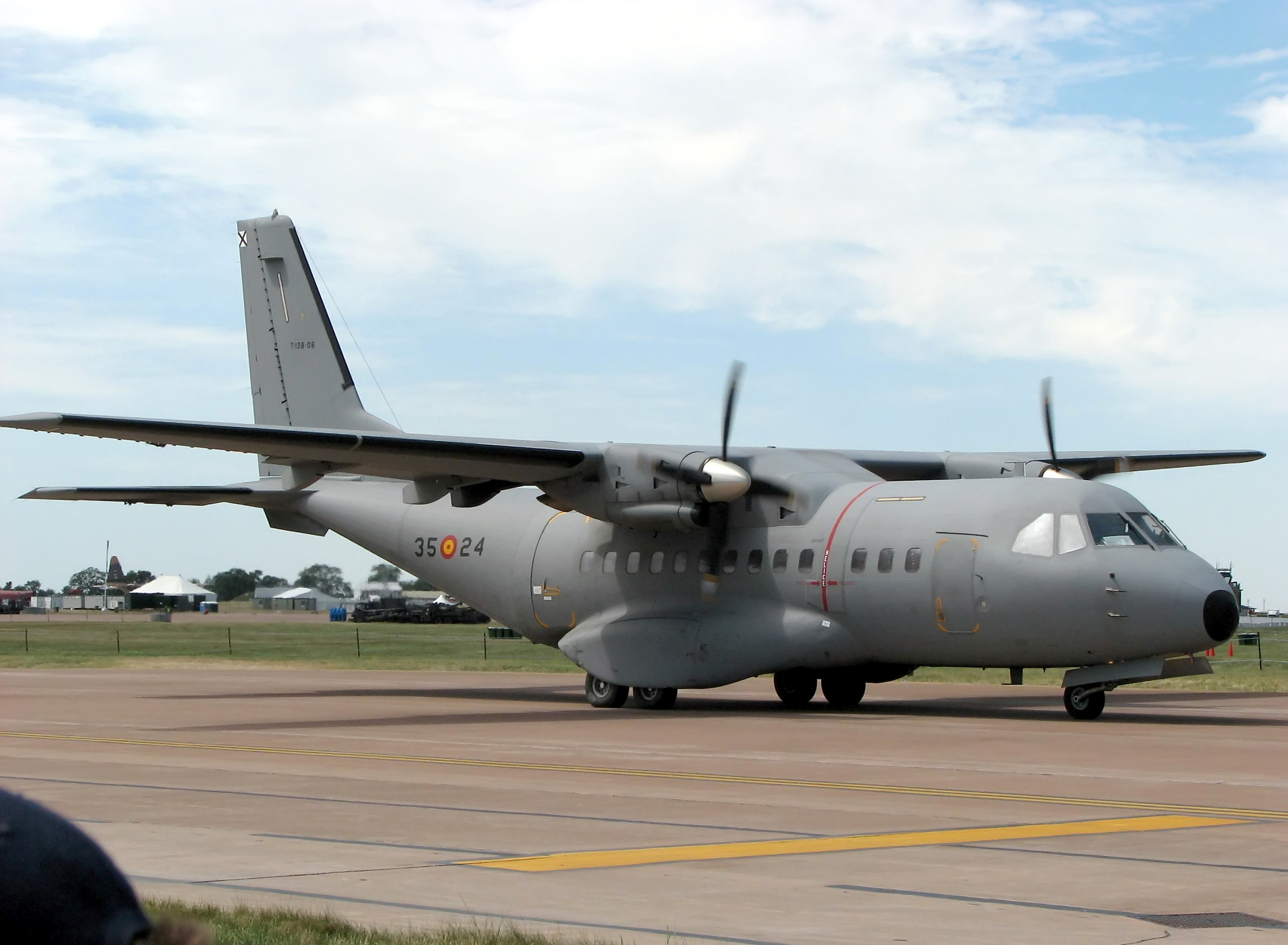
CASA CN-235M-100 del Ejército del Aire.

En los setenta se inicia una etapa en la que se compran aparatos y tecnología a otros países europeos. Esta decisión se debe a que durante el conflicto de Sidi Ifni y la tensión en el Sahara el Ejército del Aire tuvo que utilizar aviones como el Hispano Aviación Saeta, por no permitir Estados Unidos emplear sus aviones en conflictos coloniales.
Así se adquiere el Mirage III, comprado a Francia en 1970, y posteriormente el Mirage F1. En estos años se realiza la sustitución de aviones ya superados como los F-86 Sabre y F-104 Starfighter.
Así el 20 de junio de 1970 se produce la llegada de los primeros Mirage III (24 monoplazas EE y 6 biplazas DE, denominados C.11/CE.11 por el Ejército del Aire) adquiridos a Francia, que llegan a la B.A. de Manises (Valencia), que será su base durante toda su vida operativa, para equipar el Ala n.º 11. Esta decisión histórica inició la adquisición de material aéreo en Francia, diversificando las fuentes de aprovisionamiento. 
Los primeros 15 ejemplares de Mirage F1 CE llegan a Albacete, elegida su base por sus condiciones geoestratégicas, el 18 de junio de 1975, constituyendo el Ala 14. El avión fue denominado por el Ejército del Aire como C.14.
En 1976 se encargan 9 aviones más y dos años después hay un tercer pedido de 48 nuevas unidades, entre ellos seis F1BE biplazas (CE.14) y 24 F1 EE, versión más avanzada que el F1 CE. Todos los aviones quedaron en Los Llanos excepto los F1 EE que se asignaron al Ala n.º 46 en la B.A. de Gando (Canarias). Entre otras mejoras los F1 EE estaban equipados con sistema de navegación inercial y pértiga de reabastecimiento en vuelo.
En los años 90, tras un fallido proyecto de modernización del avión, se produce la baja de los 22 Mirage III EE/DE supervivientes del Ejército del Aire. Los Mirage III de la Base Aéra de Manises se sustituyeron por Mirage F1 de segunda mano procedentes de Catar.
En 1994, a través de un acuerdo a tres bandas entre la empresa CASA, el Ejército del Aire y el Gobierno francés, se compra una partida de 11 Mirage F1 monoplazas EDA (C.14-C) y dos biplazas DDA (CE.14-C) a Catar, modelos de aviones más avanzados tecnológicamente que los adquiridos por España en los años 70. Los Mirage F1 EDA/DDA¨"qataries" contaban con una aviónica, armamento aire-aire y sistema radar más modernos, así como de un computador de armamento que permitía el lanzamiento de armas aire-suelo con mayor precisión. Fueron entregados en dos lotes los años 1994 el primero y 1997 el segundo. Los Mirages F1 EDA/DDA estuvieron en servicio con el Ala n.º 11 hasta el cierre de la B.A. de Manises en 1998, cuando fueron trasladados a la B.A. de Los Llanos hasta el año 2002 en que fueron retirados una vez el programa F1M estuvo completo, al no estar incluidos en esta modernización (debido al retraso con el nuevo caza EF-2000, el Mirage F1 sufrió una modernización que afectó a cincuenta y tres aviones).
Simultáneamente, la pérdida de aparatos a lo largo de su vida operativa había dejado al Ejército del Aire corto de Mirage F1 para satisfacer las necesidades de las unidades equipadas con el avión (Alas 14 y 46), por lo que se decide la compra de ejemplares adicionales. Se adquirieron cuatro F1 C y un F1 B excedentes del Armée de l'air francés entre 1994 y 1995, que si fueron incluidos en el programa F1 M. Como curiosidad estos cuatro F1 C son los Mirage F1 más antiguos en servicio en el Ejército del Aire.
Los Mirage F1 fueron sustituidos por los EF-2000, acabando este proceso en 2013.
El año 2002 el Ala 14 participa en el ejercicio COPE THUNDER, en Alaska. El año 2006 aviones F1 del Ejército del Aire fueron desplegados en el destacamento rotatorio que la OTAN tiene en la base aérea de Šiauliai (Lituania) realizando misiones de defensa del espacio aéreo, bajo mando directo de la OTAN.

### La llegada del F-18

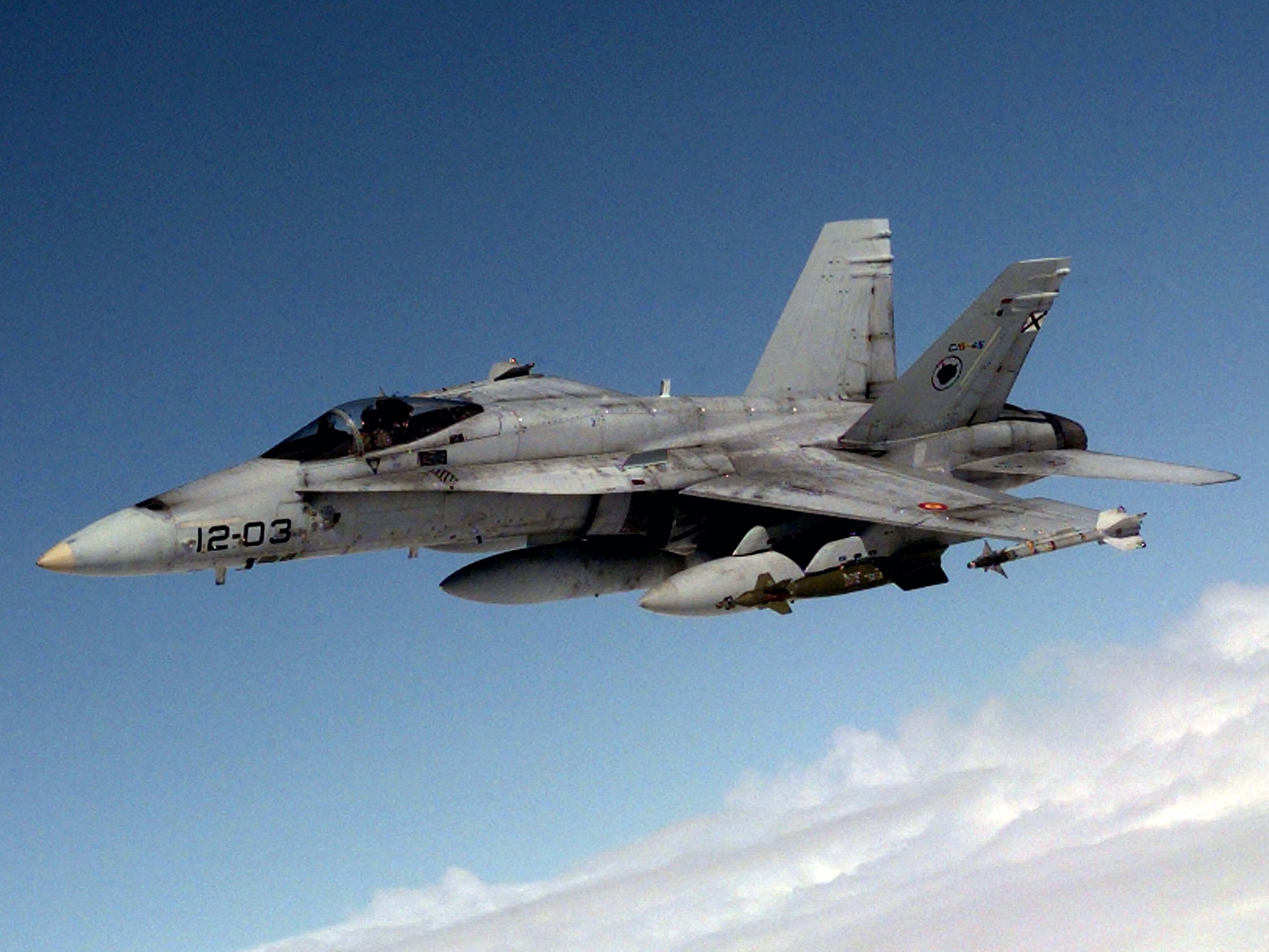
EF-18 Hornet del Ejército del Aire.

Con la entrada de España en la OTAN se da a España más facilidades para acceder a armamento moderno. Como a finales de los años setenta España contaba en su fuerza aérea con aviones viejos (F-4C Phantom II, F-5 Freedom Fighter, Mirage III y Mirage F1 de los que el único moderno era el último, teniendo los demás 20 o más años) se decidió comprar un avión de combate moderno.
Así el F/A-18 es seleccionado en 1983 y se acuerda la compra de 84 unidades, si bien luego se reducen a un total de 72 aviones. El primer avión F-18 español que salió de la cadena de montaje fue el CE.15-1/151-01. Le siguieron los demás hasta totalizar los 72 F-18 que llegaban a Zaragoza y Torrejón en vuelo directo desde la fábrica. 
Se compra más tarde una partida de segunda mano de 24 F/A-18 a la US Navy, estos últimos habían sido usados como "agresores". Así el 28 de diciembre de 1995 comenzaron a llegar estos aviones para integrarse en el Ejército del AIre. Al llegar los F/A-18A de la US Navy se decidió desplegarlos en Morón en sustitución de los C-101EB que volvieron a su base de origen. A principios de 1999, para sustituir a los Mirage F1 del 462 Escuadrón del Ala Mixta 46, que se trasladaron a Albacete, se enviaron a la base de Gando F-18A de Torrejón.
En los años 90 el Ejército del Aire participa en la guerra de los Balcanes, con un pequeño destacamento de F-18 en la Base Aérea de Aviano, bajo mando de la OTAN, en Italia. Los primeros F-18A llegaron a la zona en el marco del Destacamento Ícaro en noviembre de 1994, en las que se alternaban aviones del Grupo 15 y 12, apoyados por CN-235 del Ala 35 y KC-130 Hercules del Grupo 31. Para estas misiones de combate fue necesario realizar mejoras de urgencia para dotar a los aviones de los sistemas mínimos para hacerlos compatibles con los del resto de la OTAN.

### Otras compras

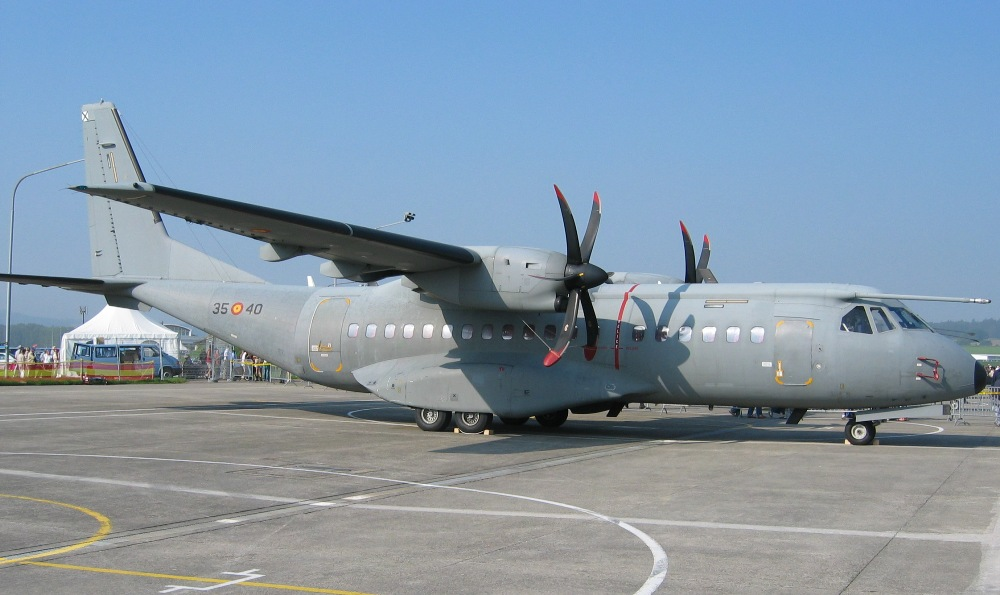
CASA C-295 del Ejército del Aire.

En 1973 se incorpora a su base de Zaragoza el primer C-130 Hercules, con la denominación de T-10. En 1976 se compran tres unidades más, KC-130H cisternas ( denominados TK-10. La flota de C-130 del Ejército del Aire español está compuesta en la actualidad por 12 aviones, modernizados recientemente.
En enero de 1989 llegaron a Torrejón ocho RF-4C. Como el sistema de reconocimiento para el F-18 terminó cancelándose, se decidió potenciar la capacidad del RF-4 adquiriendo algunos RF-4C más, pero con mejores equipos. Así se recibieron seis aviones con un equipo más moderno de navegación y de reconocimiento táctico que se unieron a los ocho en servicio. En octubre de 2002 se retiró el último RF-4C.
Además de esto cinco P-3B Orion fueron comprados a la Fuerza Aérea Noruega en 1989, que se unieron a dos P-3A comprados con anterioridad.

### Adquisiciones a industrias españolas

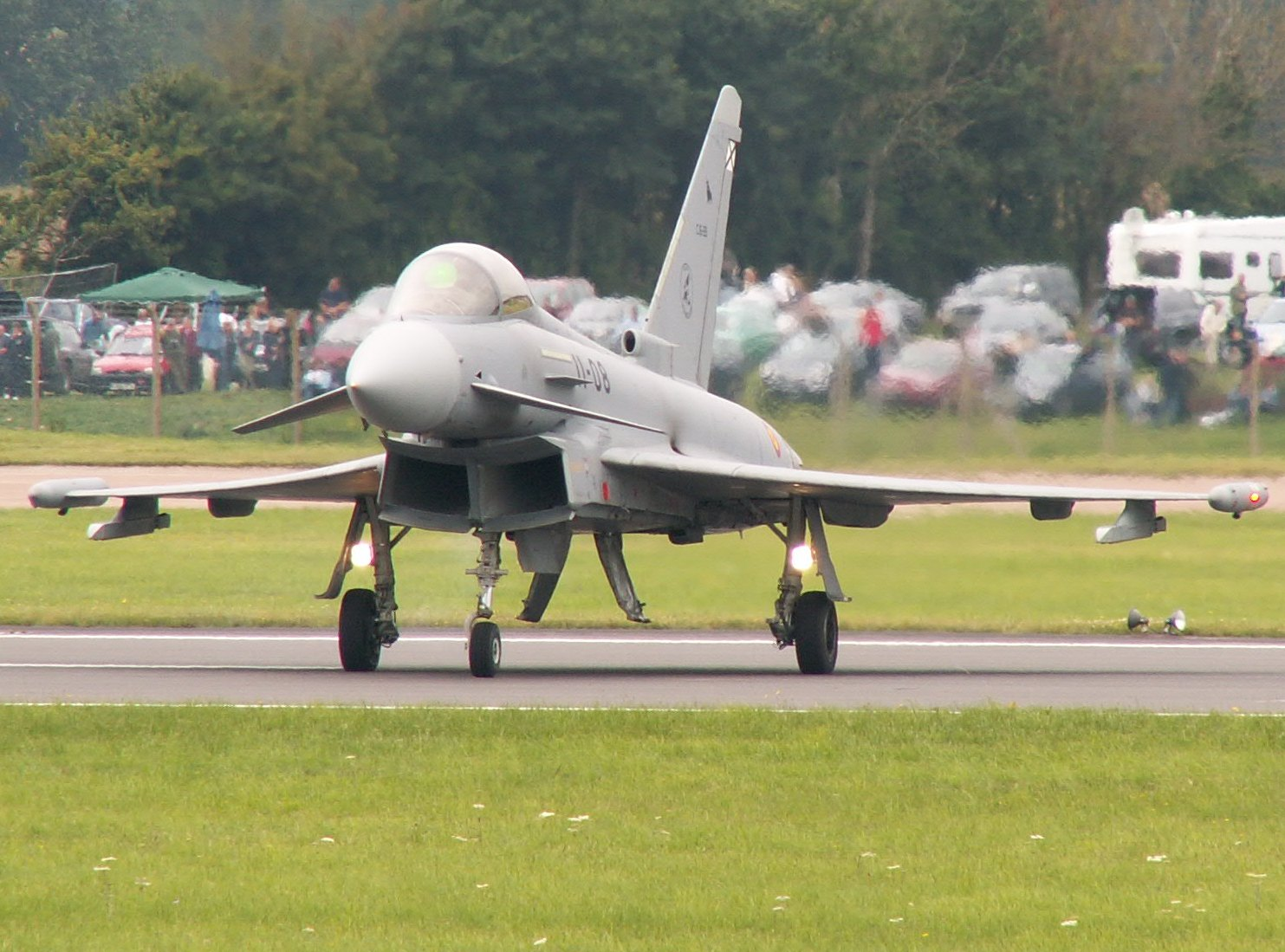
Eurofighter Typhoon del Ejército del Aire.

Durante estos años se han desarrollado en España aviones como el C-101, C-212, CN-235, C-295 y modernizado aviones comprados fuera (P-3, F-18, Mirage F1). El Ministerio de Defensa solicitó en 1978, un total de 60 C-101. El primer C-101 entró en servicio el 4 de abril de 1980 en la Academia General del Aire en San Javier. Además el C-101 está destinado al grupo de escuelas de la base aérea de Matacán.
El C-212 Aviocar se ha convertido en el mayor éxito alcanzado por la industria aeronáutica española. Los C-212 del Ejército del Aire han participado con grandes resultados en varias misiones internacionales. Destacamento aéreo de Guinea Ecuatorial, en funcionamiento desde 1979 hasta 1994. También han participado en las operaciones en la Antigua Yugoslavia.
Posteriormente, España entra a formar parte del proyecto europeo del Eurofighter Typhoon y del avión de transporte europeo Airbus A400M.
España tiene previsto adquirir 87 unidades del EF-2000, con opción a otras 16. En la actualidad, el Ejército del Aire dispone de 18 aeronaves, que están siendo asignadas al Ala 11 de Morón de la Frontera.

## SigloXXI

### Militarización del control aéreo y estado de alarma en España en 2010
El 4 de diciembre de 2010 el Ejército tuvo que sustituir a los controladores aéreos debido a la huelga encubierta de estos y en virtud de la Ley de Navegación Aérea.

### Transformación en una fuerza aérea y espacial
El 27 de junio de 2022, el hasta entonces Ejército del Aire cambió su nombre por el del actual Ejército del Aire y del Espacio, convirtiéndose así en una fuerza área y espacial.

## Aeronaves históricas

### Fairchild C-119F
Durante 1956 llegaron a la Base Aérea de Getafe 12 C-119F para su incorporación al Ejército del Aire. Se los designa T.9 y comienzan las pruebas para su homologación y entrega. El Ejército del Aire consideró que la gran capacidad de carga de la aeronave y su complejidad superaban las capacidades y necesidades españolas, por lo que fueron devueltos, sin llegar nunca, a prestar servicio activo.
| Nombre                                  | País de origen  | Vel. máxima            | Techo     | Alcance  | Entrada en servicio | Baja del servicio |
| --------------------------------------- | --------------- | ---------------------- | --------- | -------- | ------------------- | ----------------- |
| Vilanova Acedo/Blériot XI               | España/Francia  | 65 km/h                |           |          | 1910                | [[]]              |
| Maurice Farman MF-7                     | España/Francia  | 95 km/h                | 4.000 m   |          | 1913                | 1919              |
| Morane Saulnier G                       | Francia         | 129 km/h               |           |          | 1913                |                   |
| Maurice Farman MF-11                    | Francia         | 110 km/h               | 3.800 m   |          | 1914                | 1929              |
| Nieuport IV-G                           | Francia         | 110 km/h               |           |          | 1913                |                   |
| Caudron G-3                             | Francia         | 160 km/h               | 3.000 m   |          | 1919                | 1920              |
| Lohner Pfeilflieger                     | Austria         | 130 km/h               |           |          | 1913                | 1917              |
| Avro 504                                | Gran Bretaña    | 160 km/h               | 4.877 m   | 390 km   | 1919                | 1938              |
| Barrón W                                | España          | 130 km/h               | 4.800 m   |          | 1917                | 1919              |
| De Havilland DH-4                       | Gran Bretaña    | 220 km/h               |           | 700 km   | 1919                | 1925              |
| Breguet XIV                             | Francia         | 192 km/h               | 6.000 m   | 800 km   | 1919                | 1934              |
| Dornier Wal                             | Alemania        | 180 km/h               | 3.500 m   | 1.200 km | 1925                | 1930              |
| Nieuport 52                             | Francia         | 250 km/h               | 6.000 m   |          | 1927                |                   |
| Loring R-III                            | España          | 235 km/h               | 7.000 m   | 900 km   | 1927                | 1935              |
| Autogiro C-6                            | España          | 108 km/h               |           |          | 1924                | 1924              |
| Autogiro C-12                           | España          | 160 km/h               | 6.100 m   |          | 1929                |                   |
| Autogiro C-30                           | España          | 180 km/h               | 3.400 m   | 460 km   | 1932                |                   |
| De Havilland DH-60 "Moth Major"         | Gran Bretaña    | 180 km/h               |           | 485 km   | 1936                |                   |
| Klemm L-25                              | Alemania        | 150 km/h               | 6.500 m   | 720 km   | 1929                | 1939              |
| Breguet XIX Super TR "Superbidón"       | Francia         | 220 km/h               | 6.500 m   | 8.500 km | 1933                | 1933              |
| Morane Saulnier MS-230                  | Francia         | 205 km/h               | 5.500 m   | 600 km   | 1936                |                   |
| Caudron C-272 "Luciole"                 | Francia         | 158 km/h               | 4.000 m   | 500 km   | 1936                |                   |
| De Havilland DH-82 "Tiger Moth"         | Gran Bretaña    | 170 km/h               | 4.200 m   | 480 km   | 1933                |                   |
| Junkers Ju 52                           | Alemania        | 290 km/h               | 5.500 m   | 1.200 km | 1936                | 1958              |
| Heinkel He 51                           | Alemania        | 330 km/h               | 7.700 m   | 700 km   | 1936                |                   |
| Polikarpov I-15 "C-9 Chato/Curtiss"     | URSS            | 370 km/h               | 9.800 m   | 780 km   | 1936                |                   |
| Messerschmitt Bf 108 "Taifun"           | Alemania        | 300 km/h               | 4.800 m   | 950 km   | 1937                | 1959              |
| Consolidated PBY-5 "Catalina"           | Estados Unidos  | 282 km/h               | 3.960 m   | 3.782 km | 1949                | 1954              |
| Fiat CR-32 "Chirri"                     | Italia          | 354 km/h               | 7.700 m   | 780 km   | 1936                | 1953              |
| Miles 2 "Hawk Major"                    | Gran Bretaña    | 240 km/h               | 6.100 m   |          | 1935                | 1939              |
| Polikarpov I-16 "C-8 Mosca o Rata"      | URSS            | 454 km/h               | 5.000 m   | 820 km   | 1936                |                   |
| Dornier Do 17 "Bacalao"                 | Alemania        | 355 km/h               | 5.500 m   | 1.570 km | 1937                | 1952              |
| Savoia SM-79 "Sparviero"                | Italia          | 423 km/h               | 6.500 m   | 1.900 km | 1937                |                   |
| Polikarpov R-Z "R-5 Natacha o Papagayo" | URSS            | 290 km/h               | 8.000 m   | 1.000 km | 1937                |                   |
| Messerschmitt Bf 109                    | Alemania        | 550 km/h               | 10.500 m  | 660 km   | 1937                | 1953              |
| Savoia SM-81 "Pipistrello"              | Italia          | 320 km/h               | 7.500 m   | 1.600 km | 1936                | 1953              |
| Bücker Bu 133 "Jungmeister"             | Alemania/España | 225 km/h               | 4.000 m   | 500 km   | 1936                | 1986              |
| Heinkel He 111                          | Alemania        | 430 km/h               | 7.350 m   | 3.500 km | 1937                |                   |
| Douglas C-47 "Dakota"                   | Estados Unidos  | 338 km/h               | 7.350 m   | 2.420 km | 1947                | 1978              |
| Bücker Bu 131 "Jungmann"                | Alemania/España | 183 km/h               | 4.000 m   | 650 km   | 1936                |                   |
| De Havilland DH-89 "Dragon Rapide"      | Gran Bretaña    | 255 km/h               | 5.090 m   | 930 km   | 1935                | 1950              |
| Fieseler Fi 156 "Storch"                | Alemania        | 175 km/h               | 5.100 m   | 380 km   | 1939                | 1962              |
| Tupolev SB-2 "Katiuska"                 | URSS            | 430 km/h               | 9.400 m   | 1.450 km | 1936                | 1946              |
| Hispano Suiza HS-34                     | España          | 170 km/h               | 3.000 m   | 350 km   | 1936                |                   |
| Junkers Ju 88                           | Alemania        | 470 km/h               | 8.200 m   | 2.730 km | 1943                | 1955              |
| North American B-25 "Mitchell"          | Estados Unidos  | 438 km/h               |           | 3.000 km | 1943                | 1953              |
| Huarte Mendicoa HM-1B                   | España          | 230 km/h               | 5.000 m   | 700 km   | 1952                | 1958              |
| Dornier Do 24                           | Alemania        | 320 km/h               | 5.500 m   | 4.680 km | 1944                | 1969              |
| North American T-6 "Texan"              | Estados Unidos  | 345 km/h               | 6.600 m   | 1.235 km | 1954                |                   |
| Douglas DC-4 "Skymaster"                | Estados Unidos  | 468 km/h               | 7.500 m   | 6.800 km | 1946                | 1977              |
| Boeing KC-97L "Stratotanker"            | Estados Unidos  | 690 km/h               | 9.500 m   | 6.880 km | 1972                | 1976              |
| CASA 2111 "Pedro"                       | España          | 480 km/h               | 6.700 m   | 1.800 km | 1947                | 1975              |
| Grumman UH-16 "Albatros"                | Estados Unidos  | 383 km/h               | 3.800 m   | 6.555 km | 1954                |                   |
| Beechcraft T-34 "Mentor"                | Estados Unidos  | 304 km/h               | 6.100 m   | 1.186 km | 1958                | 1988              |
| Lockheed T-33 "Shooting Star"           | Estados Unidos  | 960 km/h               |           | 2200 km  | 1954                | 1985              |
| Hispano Aviación HA-1109 J-1L           | España          | 600 km/h               | 9.180 m   | 690 km   | 1951                |                   |
| CESSNA 19 "Bird Dog"                    | Estados Unidos  | 235 km/h               | 7.565 m   | 1.000 km | 1958                | 1983              |
| Sikorsky Westland S-55                  | Estados Unidos  | 180 km/h               | 3.050 m   | 560 km   | 1955                | 1970              |
| AISA I-11B                              | España          | 200 km/h               | 4.700 m   | 650 km   | 1955                | 1978              |
| Hispano Aviación 1112 "Buchón"          | España          | 665 km/h               | 10.200 m  | 765 km   | 1956                | 1965              |
| Aerotécnica AC-12                       | España          | 125 km/h               | 2.290 m   | 340 km   | 1961                | 1967              |
| AISA I-115                              | España          | 229 km/h               | 4.300 m   | 800 km   | 1956                | 1977              |
| Agusta Bell 47 "Sioux"                  | Estados Unidos  | 175 km/h               | 6.600 m   | 500 km   | 1962                | 1988              |
| North American F-86 "Sabre"             | Estados Unidos  | 1.072 km/h (Mach 0.89) | 16.3170 m | 2.000 km | 1955                | 1973              |
| Aerotécnica AC-14                       | España          | 190 km/h               | 6.800 m   | 450 km   | 1961                |                   |
| CASA C-207 Azor                         | España          | 442 km/h               |           | 2.500 km | 1960                | 1982              |
| Beechcraft B-55 "Baron"                 | Estados Unidos  | 372 km/h               | 5.820 m   | 1.479 km | 1972                | 2004              |
| Agusta Bell 205 "Iroquois/Huey"         | Italia          | 205 km/h               | 5.180 m   | 500 km   | 1966                | 1993              |
| Hispano Aviación HA-200 "Saeta"         | España          | 647 km/h               | 12.000 m  | 1.700 km | 1965                | 1981              |
| Hispano Aviación HA-220 "Super Saeta"   | España          | 670 km/h               | 13 000 m  | 1.800 km | 1973                | 1981              |
| Lockheed F-104 "Starfighter"            | Estados Unidos  | 2.330 km/h (Mach 2,2)  | 27.000 m  |          | 1965                | 1972              |
| De Havilland DHC-4 "Caribou"            | Canadá          |                        | 7.990 m   | 2.300 km | 1967                |                   |
| Aerospatiale SA 319B "Alouette III"     | Francia         | 220 km/h               | 3.100 m   | 605 km   | 1973                |                   |
| Dassault "Mirage III"                   | Francia         | 2.330 km/h (Mach 2,2)  | 17.000 m  | 1.200 km | 1970                | 1992              |
| Hughes 269                              | Estados Unidos  | 169 km/h               | 3.000 m   | 370 km   | 1978                | 2001              |
| McDonnell Douglas F-4C "Phantom II"     | Estados Unidos  | 2.548 km/h (Mach 2,4)  | 30.000 m  | 2.960 km | 1971                | 2002              |
| Northrop F-5A "Freedom Fighter"         | España          | 1.485 km/h (Mach 1,4)  | 15.250 m  | 592 km   | 1970                |                   |
| Dassault "Falcon 50"                    | Francia         | 370 km/h (Mach 0,85)   | 12.500 m  | 3.200 km | 1983                | 2003              |

## Estructura operativa
La unidad básica de la organización de la Fuerza es el Ala, compuesta por uno o más Grupos de Fuerzas Aéreas cada uno de los cuales suele tener dos escuadrones. Cuando existe un tercer Escuadrón suele tratarse de una unidad de transición o entrenamiento donde se encuadran las aeronaves de un nuevo modelo que dotará a la unidad o bien donde reciben entrenamiento los nuevos pilotos. 
Cada Escuadrón está integrado por un número variable de aeronaves, que pueden ser 18 o 24 aviones en el caso de los Escuadrones de Caza y Ataque. Así, el Ala 15, con base en Zaragoza, la forman dos escuadrones con 18 aviones F-18 cada uno.
Los aviones no están asignados al escuadrón como se había hecho con anterioridad sino que 'pertenecen' al Escuadrón de Material que los pone a disposición -según disponibilidad- para las misiones a realizar por los escuadrones operativos.
En caso de que sea necesario realizar operaciones en zonas alejadas de sus bases, puede formarse una fuerza expedicionaria que estará formada por un número de aeronaves, personal y elementos de apoyo en consonancia con la misión asignada y que pueden pertenecer a diferentes unidades formando un grupo expedicionario que estuviera formado, por ejemplo por aviones de transporte, aviones de caza y helicópteros de rescate, así como los elementos de apoyo y defensa terrestre o protección antiaérea necesarios.
Codificación y numerales 
Las aeronaves que utilizan las Fuerzas Aéreas son identificadas mediante su matrícula y su indicativo. 

### Matrícula

Actual escarapela del Ejército del Aire de España.

Cruz de San Andrés, símbolo distintivo que marca las colas de los aviones del Ejército del Aire de España.

Toda aeronave del Ejército del Aire dispone de una matrícula para su identificación y que la suele acompañar durante toda su vida. Está formada por una, dos o tres letras seguidas de un punto y dos números separados por un guion.
- Las letras indican el tipo de aeronave o a la función a la que se dedica, y sus significados son los siguientes:

| Símbolo de misión básica | Símbolo de misión secundaria                                                                                  | Símbolo de tipo                                                                               |
| --- | --- | --------------------------------------------------------------------------------------------- |
| - A: ataque - C: caza - B: bombardeo - D: salvamento - E: enseñanza - P: patrulla - S: antisubmarino - T: transporte - U: utilitario | - A: ataque - D: salvamento - E: enseñanza - K: cisterna - M: electrónico - T: transporte - R: reconocimiento | - H: helicóptero - V: velero (vuelo sin motor) - V: despegue vertical (V/STOL) - X: prototipo |

- El primer número identifica a ese modelo dentro del tipo (p.ej. el T.12 es el 'Transporte 12') y puede ir seguido de una letra que indica la variante (p.ej. T.12B, 'Transporte 12, variante B'). Tras el guion, el número expresa el número de serie del aparato entre los de ese modelo que tiene el Ejército del Aire (p.ej. T.12B-29, 'Aparato 29 del modelo T.12 de la variante B').

- Ejemplos de matrículas: 
  - C.15-08: Avión de caza modelo 15 (McDonnell Douglas F/A-18 Hornet) número 8.
  - TE.12B-41: Avión de transporte para enseñanza modelo 12 (CASA C-212 Aviocar) número 41.
  - XE.25-01: Prototipo del avión de enseñanza modelo 25 (CASA C-101 Aviojet) número 1.
  - HE.25-3: Helicóptero de enseñanza modelo 25 (Eurocopter EC-120 Colibri) número 3.

### Indicativo

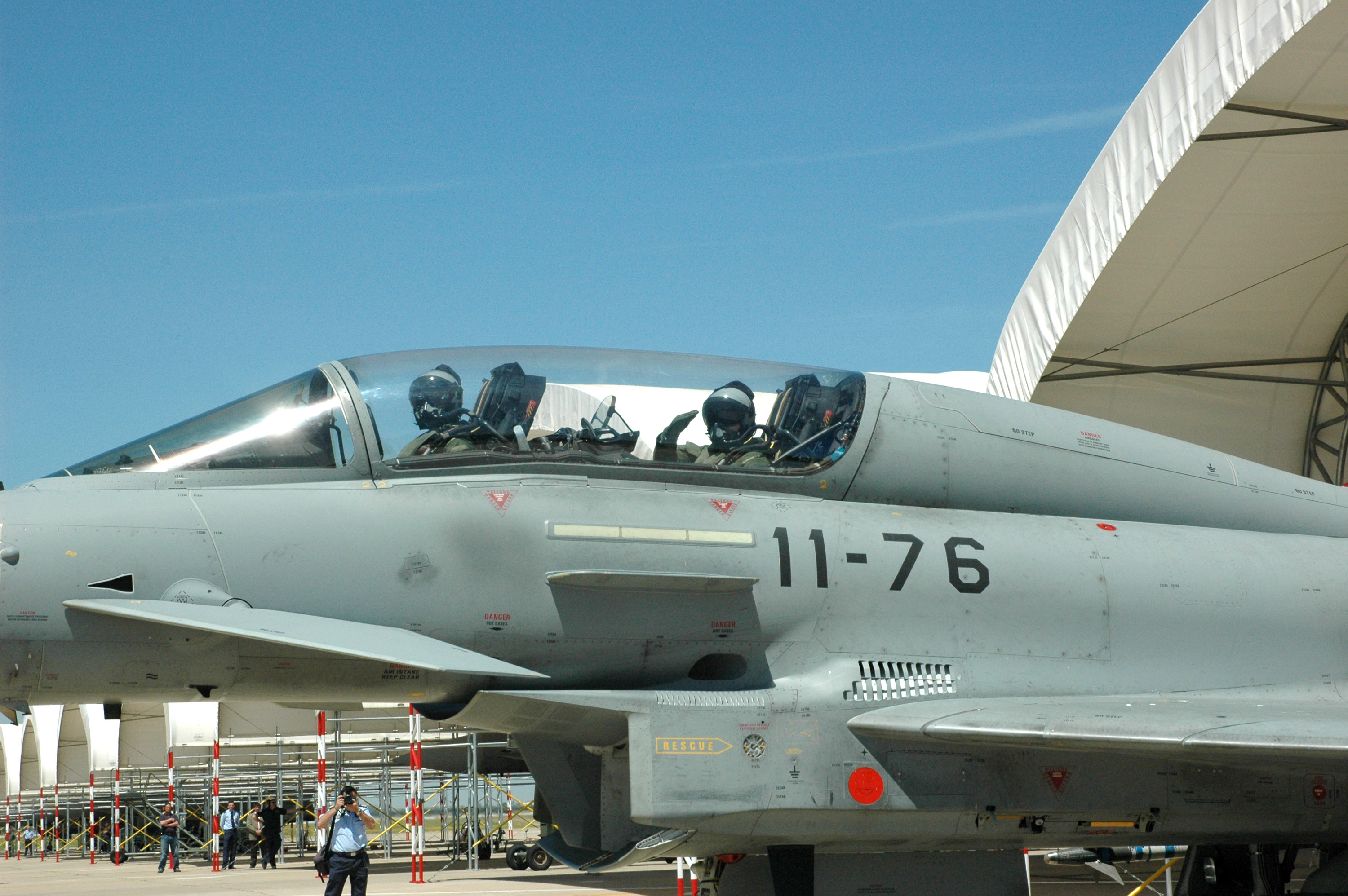
Eurofighter con indicativo 11-76.

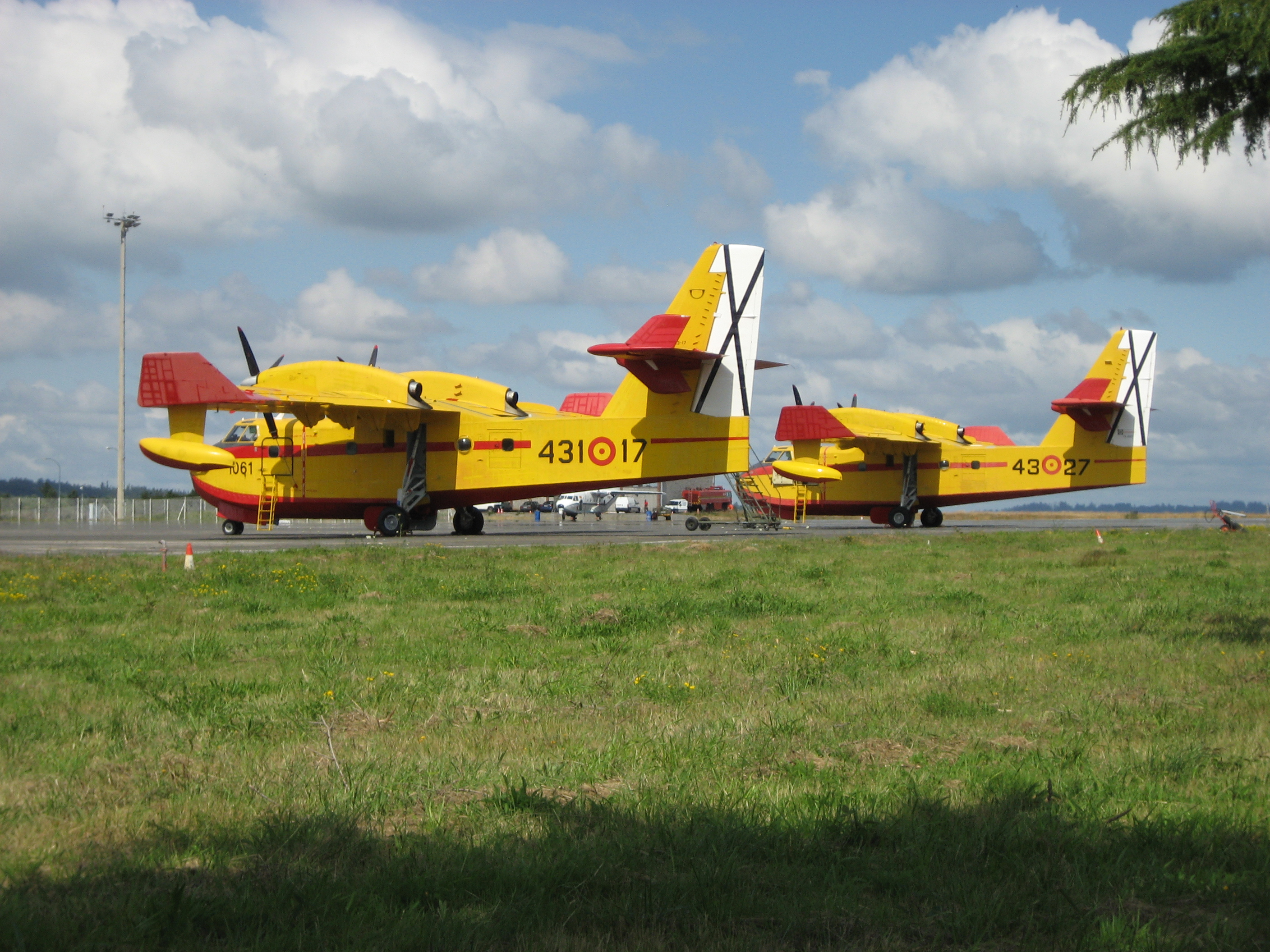
Dos Canadair CL-215T del Ejército del Aire estacionados en el Aeródromo Militar de Santiago. Se pueden ver sus indicativos, 43117 y 4327; y la cruz de San Andrés en los timones de dirección.

El indicativo figura pintado en ambos lados del fuselaje. Está formado por 2 números, frecuentemente separados por la escarapela nacional o por un guion. La norma general es que vayan separados por la escarapela nacional en la parte posterior del fuselaje, tras el encastre de las alas, pero si la forma del avión no lo permite, se coloca el indicativo en la parte delantera, a ambos lados del fuselaje y la escarapela tras las alas.
El primer número identifica a la unidad a la que pertenece, y el segundo, al orden dentro de esta, que no es necesariamente correlativo ni cronológico. 
Actualmente el número de la unidad corresponde al número del Ala, pero en otras épocas este número correspondía al Escuadrón. Hay Grupos y Escuadrones independientes que no están integrados en ninguna Ala. Como regla general, los escuadrones dentro de las Alas se numeran con el numeral del Ala seguido del numeral del escuadrón formando una sola cifra. Ejemplo: el segundo escuadrón del Ala 11 será el Escuadrón 112, y el primero del ala 35 será el 351, pero las numerosas excepciones y cambios realizados en la práctica durante la historia hacen difícil establecer una regla general.
- Ejemplos de indicativos:
  - 7953: es el indicativo del avión matriculado E.26-06, un Enaer T-35C Tamiz de la Academia General del Aire, que lleva este indicativo tras las alas.
  - 14-05: era el indicativo del avión matriculado C.14-05, un Dassault Mirage F1 del Ala 14 (destruido el 14 de septiembre de 1984) que llevaba pintado este indicativo en ambos lados del morro, mientras que la escarapela iba pintada a ambos lados del fuselaje tras el encastre de las alas.

## Empleos y Divisas
Se usaron en los primeros tiempos del Ejército del Aire.
| España                          |                     |                               |                         |                            |                            |  |  |  |  |
| Jefe Superior (General Brigada) | Jefe Base (Coronel) | Jefe Escuadrón (Tte. Coronel) | Jefe Grupo (Comandante) | Jefe Escuadrilla (Capitán) | Oficial Aviador (Teniente) |  |  |  |  |
|                                 |                     |                               |                         |                            |                            |  |  |  |  |
|                                 |                     |                               |                         |                            |                            |  |  |  |  |